# Partito Social Democratico (Romania)
Il Partito Socialdemocratico (in romeno Partidul Social Democrat, PSD) è un partito politico rumeno di centro-sinistra fondato nel 2001 a seguito della confluenza di due distinti soggetti politici: il Partito della Democrazia Sociale di Romania (Partidul Democrației Sociale din România, PDSR), nato nel 1993 sulle istanze del Fronte Democratico di Salvezza Nazionale (Frontul Democrat al Salvării Naționale, FDSN) e il Partito Social Democratico Romeno (Partidul Social Democrat Român, PSDR), fondato nel 1990 come prosecutore dell'omonimo partito costituitosi nel 1927 e dissolto nel 1948.
Sotto la presidenza di Adrian Năstase fu il partito di maggioranza che guidò il paese dal 2000 al 2004, mentre nello stesso periodo il presidente della repubblica fu Ion Iliescu, candidato sostenuto in occasione delle elezioni presidenziali del 2000. All'epoca tra le maggiori preoccupazioni del PSD vi fu quella dell'apertura alle istituzioni e alle piattaforme politiche sovranazionali. Mentre da un lato il governo conseguì per il paese l'accesso a NATO (2004) ed Unione europea (2007), dall'altro il partito riuscì ad ottenere lo status di membro dell'Internazionale Socialista (2003) e del Partito del Socialismo Europeo (2005).
Dopo la sconfitta alle elezioni parlamentari e presidenziali del 2004, il PSD passò all'opposizione di un governo di centro-destra condotto da Călin Popescu Tăriceanu e lanciò numerosi attacchi al nuovo presidente della repubblica Traian Băsescu. L'insuccesso aprì una crisi interna al PSD, che portò alla nomina alla presidenza di Mircea Geoană, eletto nel corso del congresso nazionale del 21 aprile 2005. Malgrado i propositi di rinnovamento presentati dal nuovo leader, alle elezioni legislative del 2008 il PSD non riuscì ad ottenere un risultato tale da permettere la formazione di una maggioranza individuale. I due partiti più votati Partito Democratico Liberale (PD-L) e PSD, quindi, si unirono in un governo di coalizione a sostegno di Emil Boc che durò fino al 2009, quando le diatribe in seno all'esecutivo spinsero i socialdemocratici a passare all'opposizione. Nello stesso anno Geoană, candidato presidenziale del PSD alle elezioni del 2009, fu sconfitto di stretta misura da Băsescu, evento che segnò il declino della sua leadership.
Nel 2010, infatti, il congresso nominò nuovo presidente del partito Victor Ponta, che spinse il PSD ad un'alleanza con il Partito Nazionale Liberale (PNL), al fine di costituire un fronte di opposizione comune al presidente Băsescu e al governo in carica. Nel 2011, quindi, nacque l'Unione Social-Liberale (USL) che, complici le controverse misure del PD-L varate per combattere la difficile situazione economica in atto, nel maggio 2012 ottenne mandato di formare un nuovo governo con a capo Victor Ponta. Dopo aver cercato di destituire il presidente della repubblica con una procedura di impeachment (luglio 2012), l'USL ottenne un plebiscito alle elezioni parlamentari dell'autunno 2012, che permise la riconferma di Ponta a primo ministro.
Nel 2014 si verificò la rottura dell'alleanza con il PNL, che concorse da avversario del PSD alle elezioni presidenziali di quell'anno. Il candidato del PSD fu Victor Ponta, che a sorpresa fu sconfitto da quello del PNL Klaus Iohannis. Nel 2015 una serie di scandali politici e giudiziari costrinse Ponta alle dimissioni da presidente del PSD. Al suo posto fu nominato Liviu Dragnea, unico candidato alle primarie e convalidato dal congresso nazionale del 18 ottobre 2015. Nello stesso mese il tragico incendio del Colectiv portò alla fine del governo Ponta e alla nomina di un governo tecnico presieduto da Dacian Cioloș, che fu sostenuto dalla maggioranza delle forze parlamentari, compreso il PSD.
Nonostante i seri problemi di immagine del PSD e una condanna definitiva per frode elettorale nei suoi confronti, Dragnea riuscì a riorganizzare il partito in vista delle elezioni parlamentari in Romania del 2016, che marcarono un indiscutibile successo per i socialdemocratici. Questi strinsero un patto di governo con l'Alleanza dei Liberali e dei Democratici (ALDE), che sostenne i successivi premier in area PSD. Nel gennaio 2017 nacque il governo Grindeanu, che fronteggiò da subito dure proteste di piazza a causa del tentativo del partito di realizzare delle modifiche al codice penale. In conseguenza di lotte di potere interne al PSD, nel giugno 2017 il primo ministro Sorin Grindeanu fu sfiduciato ed espulso dal partito. Allo stesso modo il governo presieduto dal suo successore Mihai Tudose rimase in carica solamente sei mesi per via di divergenze con il presidente Dragnea. Nel gennaio 2018 PSD e ALDE sostennero la formazione di un nuovo gabinetto con a capo l'europarlamentare socialdemocratico Viorica Dăncilă.
Nel 2019 Liviu Dragnea subì una nuova condanna in via definitiva, che portò al suo arresto e alla decadenza dai suoi incarichi. Il premier Viorica Dăncilă, quindi, assunse il ruolo di nuovo presidente del PSD. Il governo Dăncilă cadde nell'ottobre 2019 su una mozione di sfiducia, mentre il mese successivo lo stesso premier fu duramente sconfitto alle elezioni presidenziali dal candidato del PNL Klaus Iohannis e costretto alle dimissioni da leader del partito.
In seguito alle elezioni parlamentari del 2020 il PSD confermò il suo ruolo di principale partito d'opposizione, mentre nel 2021 tornò al governo in coalizione con PNL e UDMR (il quale ha successivamente abbandonato la coalizione a causa di dissidi con gli altri partiti).
In seguito alle elezioni parlamentari del 2024 il PSD confermò il suo ruolo di principale partito e rimase al governo in coalizione con PNL, UDMR e, dal 2025, anche con USR.

## Storia

### Origini

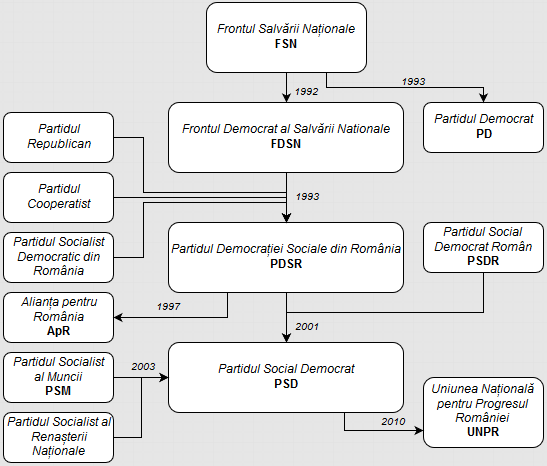
Diagramma di evoluzione delle componenti del Partito Social Democratico dal 1989 al 2010

In seguito alla rivoluzione romena del 1989 che rovesciò la dittatura di Nicolae Ceaușescu, nacque un organo di governo provvisorio, il Consiglio del Fronte di Salvezza Nazionale (CFSN), guidato dal Fronte di Salvezza Nazionale (FSN), grande partito di ispirazione socialdemocratica composto essenzialmente da ex militanti del Partito Comunista Rumeno (PCR), tra i quali il presidente della repubblica Ion Iliescu e il primo ministro Petre Roman. Grazie alla propria egemonia istituzionale, politica e mediatica, il FSN dominò le prime libere elezioni tenutesi nel 1990 e gestì in totale autonomia la prima fase di transizione del paese alla democrazia.
Nel corso del 1992, tuttavia, emersero due correnti contrapposte, che portarono alla scissione dell'ala conservatrice maggioritaria di Ion Iliescu, che sosteneva una politica di lenta transizione all'economia di mercato e di più ampie garanzie di protezione sociale, elementi che attraevano le fasce popolari dell'elettorato ancora legate all'ideologia comunista. Mentre l'ala riformista di Petre Roman mantenne la sigla originale di FSN (e nel 1993 si tramutò nel Partito Democratico), nell'aprile 1992 Iliescu creò il Fronte Democratico di Salvezza Nazionale (FDSN), che fu la prima forza politica alle elezioni parlamentari del 1992 e ne consentì la rielezione alla presidenza della repubblica. Nel 1993 il partito assorbì altre forze minori e fu ridenominato Partito della Democrazia Sociale di Romania (PDSR).
Alle elezioni legislative del 1996, tuttavia, il PDSR fu battuto dalla coalizione di centro-destra della Convenzione Democratica Romena, che governò per i successivi quattro anni. Nello stesso periodo il PDSR attuò un programma di riorganizzazione interna preparatorio alle elezioni del 2000, che segnarono il ritorno al potere di Iliescu e la nascita di un governo presieduto da Adrian Năstase, già vicepresidente del partito. In applicazione di un protocollo siglato nel 2000 tra il PDSR e il Partito Social Democratico Romeno (PSDR) di Alexandru Athanasiu, in occasione della conferenza nazionale del 16 giugno 2001 si concretizzò la fusione tra le due formazioni, che già erano riunite nella coalizione del Polo della Democrazia Sociale di Romania e partecipavano ad un gruppo parlamentare comune alla camera dei deputati e al senato. Sotto la guida di Năstase, acclamato all'unanimità presidente del nuovo partito, quindi, si realizzò l'unificazione di due tra i più importanti gruppi socialdemocratici del paese intorno all'unica insegna di Partito Social Democratico (PSD).

### La presidenza Năstase

#### Il governo Năstase e i primi passi verso la socialdemocrazia moderna

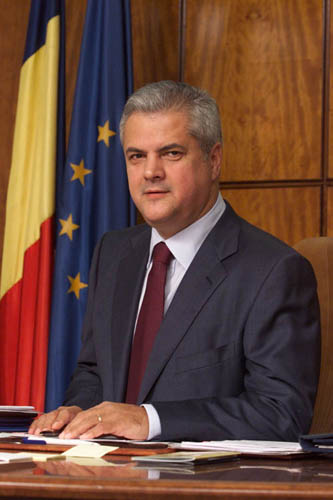
Adrian Năstase

In seguito alle elezioni del 2000 Ion Iliescu riottenne la presidenza della repubblica, mentre il premier e presidente del partito Adrian Năstase riuscì a formare un governo con la partecipazione, oltre che del PSD, anche del Partito Umanista Rumeno (PUR) dell'imprenditore Dan Voiculescu. Sulla base di interessi comuni, quali lo sviluppo economico della Romania e l'integrazione euro-atlantica del paese, anche il partito regionalista dell'Unione Democratica Magiara di Romania (UDMR) fornì il proprio sostegno esterno.
Il riallineamento degli obiettivi a livello ideologico comportò la necessità, dichiarata dalle alte sfere del partito, di proporre una revisione della propria immagine, distaccandosi dall'idea che associava il PSD alle vecchie strutture comuniste e che rifiutava una riforma strutturale netta. Furono considerati essenziali, quindi, il rilancio dell'economia e l'avvicinamento ad Unione Europea e NATO. Per allargare la propria base, inoltre, nel luglio del 2003 il PSD assorbì le formazioni minori del Partito Socialista del Lavoro e del Partito Socialista della Rinascita Nazionale.
Già membro del gruppo socialista al consiglio europeo dall'aprile 2000 con la sigla del PDSR, nel 2003 il partito avviò le procedure di adesione all'Internazionale Socialista e al Partito del Socialismo Europeo. In occasione del congresso di San Paolo celebratosi tra il 27 e il 29 ottobre 2003, il PSD divenne membro a pieno titolo dell'Internazionale Socialista.
Nel corso dei quattro anni di governo l'amministrazione Năstase combinò l'introduzione di misure di protezione sociale all'adesione agli accordi economici di breve e medio termine definiti dall'Unione europea e dalle organizzazioni internazionali. L'esecutivo riuscì a conseguire una certa ripresa economica e, malgrado i dubbi espressi dalle istituzioni europee sulla soluzione dei problemi riguardanti la riforma dell'amministrazione e la corruzione dilagante, dopo lunghe negoziazioni e il successo di un referendum di revisione costituzionale promosso dalla maggioranza, ottenne la conferma dell'ingresso della Romania nell'UE a decorrere dal 1º gennaio 2007 e nella NATO dal marzo 2004.
Il mandato del governo, tuttavia, fu reso difficile dai problemi di immagine del PSD, percepito dall'opinione pubblica come corrotto, guidato dal clientelismo e dominato dagli interessi personali dei rappresentanti locali, i cosiddetti "baroni". Sebbene il primo ministro fosse riuscito a contenere le richieste provenienti dagli influenti rappresentanti del PSD sul territorio, a volte cedendo ad abbondanti concessioni per evitare la rottura del partito, i passi mossi verso il miglioramento della giustizia non furono ritenuti sufficienti da parte della popolazione.

#### Elezioni del 2004
Adrian Năstase
     Traian Băsescu

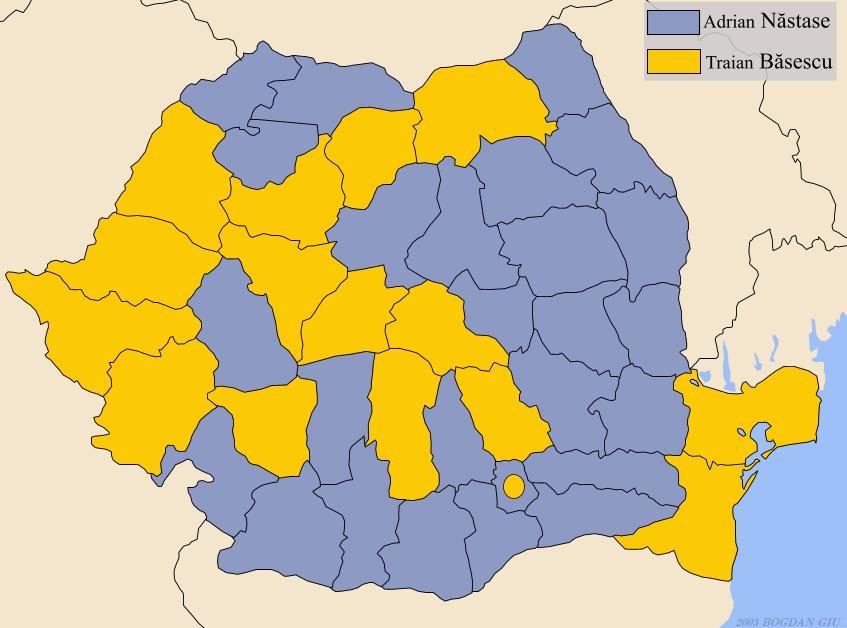
Grafico raffigurante il candidato più votato in ogni distretto in occasione del ballottaggio delle Elezioni presidenziali in Romania del 2004.
Adrian Năstase
Traian Băsescu

Nonostante una rottura avvenuta nel 2003, nell'imminenza delle elezioni legislative del 2004, il PSD ricucì i rapporti con il PUR, costituendo un'alleanza chiamata Unione Nazionale PSD+PUR. Il centro-destra, maggior oppositore del partito, di contro, si riunì in una coalizione denominata Alleanza Giustizia e Verità (DA), che prometteva di debellare la corruzione. Tra i più evidenti proclami della campagna elettorale del PSD figuravano il proseguimento del trend di crescita dell'economia, aiuti sociali alle fasce svantaggiate, specialmente per la popolazione rurale, e il consolidamento della funzionalità del sistema economico capitalista.
Il voto per le parlamentari del 28 novembre vide un lieve vantaggio per il PSD rispetto a DA, senza la possibilità per nessuna delle due forze di costruire una maggioranza, mentre il primo turno per le presidenziali confermò la superiorità di Năstase sul candidato del centro-destra Traian Băsescu (41% contro 34%). Al ballottaggio del 12 dicembre, tuttavia, il rappresentante di DA riuscì a sorpresa a ribaltare i sondaggi e ad ottenere il 51,23% delle preferenze. La vittoria di Băsescu aprì le porte anche per la costituzione del nuovo governo. In dicembre il PUR abbandonò l'alleanza con il PSD e siglò un patto con DA. e UDMR per la creazione di un nuovo esecutivo di centro-destra con a capo Călin Popescu Tăriceanu. Nonostante ciò il PSD riuscì ad ottenere la presidenza di entrambe le camere del parlamento: Adrian Năstase alla guida camera dei deputati e Nicolae Văcăroiu al senato.

### La presidenza Geoană

#### Mircea Geoană eletto alla presidenza

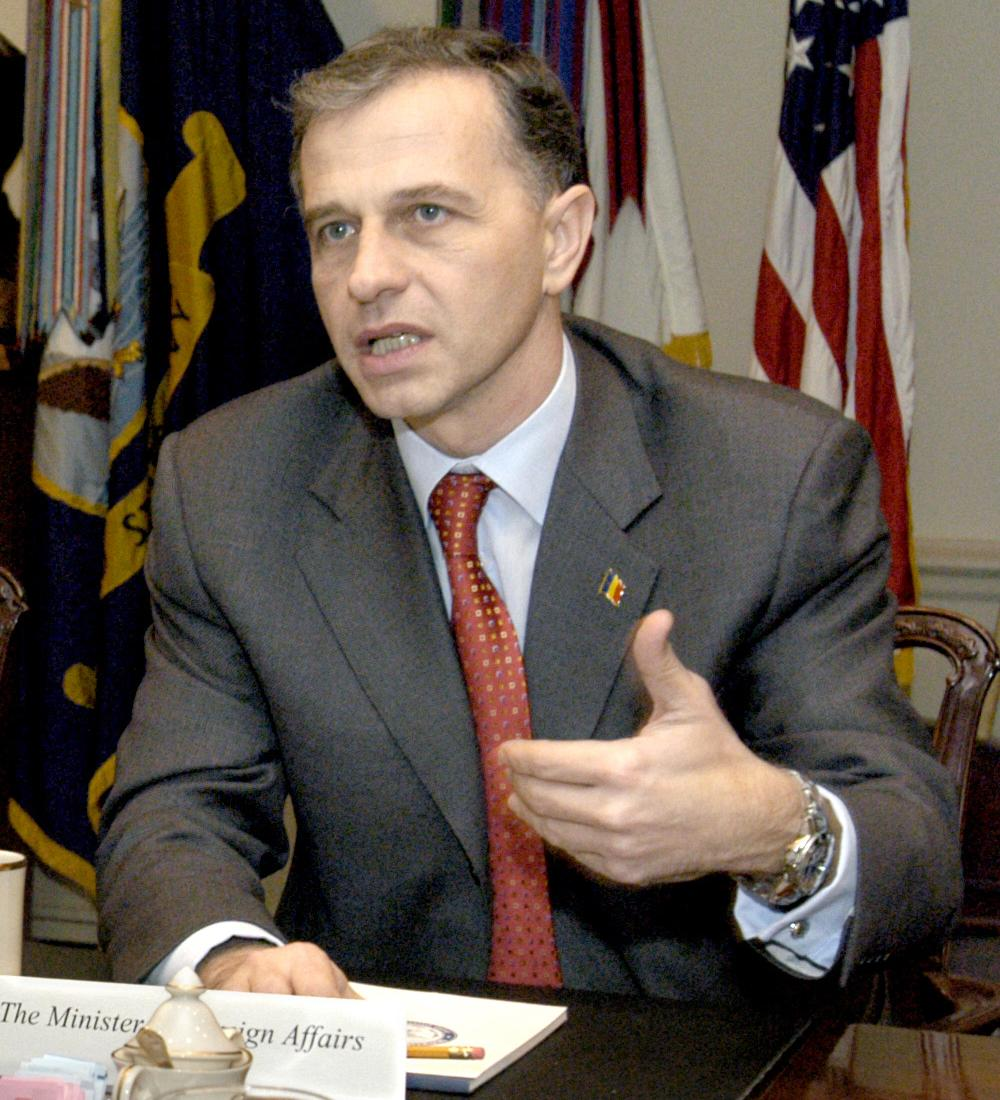
Mircea Geoană nel 2004, allora ministro degli affari esteri.

Passato all'opposizione, quindi, il PSD prese atto della decisione di Năstase di lasciare anche la presidenza. Nel dibattito interno sulla scelta del nuovo presidente del PSD, i proclami di Iliescu a favore della ristrutturazione complessiva del partito furono considerati un segnale della sua probabile vittoria in vista del congresso straordinario indetto per il 21 aprile 2005. Malgrado Iliescu fosse il favorito assoluto, con il 70% dei voti il congresso a sorpresa elesse l'ex ministro degli esteri Mircea Geoană, sostenuto da una corrente interna intenzionata a sostituire con una figura giovane il vecchio gruppo dirigente legato alle precedenti strutture di potere e ideologicamente vicino più al comunismo che non alla socialdemocrazia moderna.
Mentre nell'arena politica il PSD mise in piedi una dura opposizione a Băsescu, il cambio al vertice del PSD, intenzionato a rivisitare la propria immagine liberandosi delle etichette del passato, condusse anche ai primi rinnovamenti interni. Nel giugno dello stesso anno il Partito del Socialismo Europeo accolse il PSD come membro a pieno titolo e nel corso del consiglio nazionale del febbraio 2006 il partito adottò come colore identificativo il rosso, colore dell'Internazionale Socialista e della maggior parte dei movimenti socialdemocratici europei, abbandonando il blu che fino a quel momento aveva caratterizzato il partito e i suoi movimenti precursori (FSN, FDSN, PDSR).
A causa delle decisioni della dirigenza, dell'espulsione di Năstase, che era stato coinvolto in un'indagine per corruzione, e per via di altri scandali minori, una parte dei quadri esternò pubblicamente i propri malumori e contestò la guida di Geoană, lamentando i tentativi di quest'ultimo di spingere Iliescu ad abbandonare il partito. Per placare gli animi, quindi, il 10 dicembre 2006 il presidente organizzò un nuovo congresso, in occasione del quale rimise la propria leadership in mano alla votazione dei membri del PSD, che lo riconfermarono nella funzione.

#### Opposizione a Traian Băsescu
Partito Democratico
     Partito Social Democratico
     Unione Democratica Magiara di Romania
     Partito Liberale Democratico

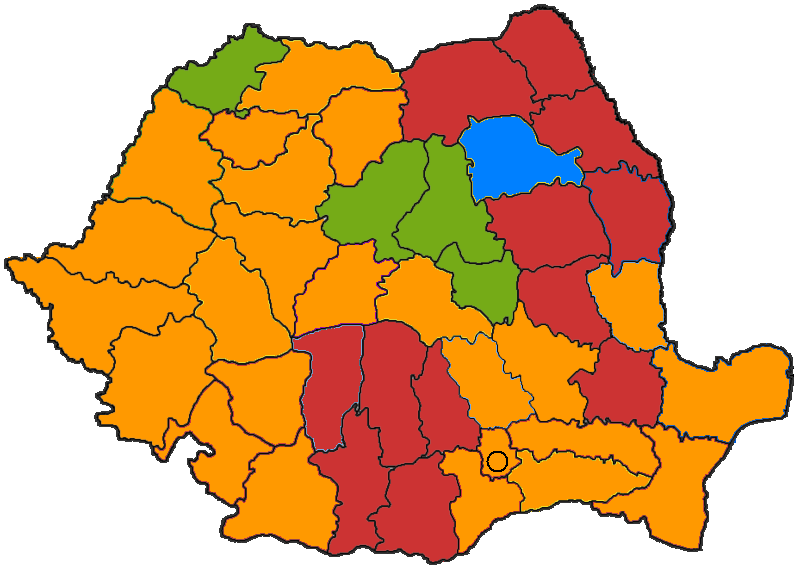
Carta raffigurante il partito più votato in ogni distretto in occasione delle Elezioni europee del 2007.
Partito Democratico
Partito Social Democratico
Unione Democratica Magiara di Romania
Partito Liberale Democratico

Il PSD fu il maggior partito di opposizione nel corso della legislatura 2004-2008 e tra i maggiori critici del governo Tăriceanu I. La rottura della coalizione di centro-destra, tuttavia, ne cambiò la strategia politica. Nell'aprile 2007 il Partito Democratico (PD) di Băsescu uscì dal governo, lasciando il Partito Nazionale Liberale (PNL) di Tăriceanu alla guida di un esecutivo che non godeva della maggioranza parlamentare. Geoană si mostrò disponibile a fornire il proprio sostegno esterno al governo Tăriceanu II in base alla condotta del governo, promettendo di valutare singolarmente ogni provvedimento. Dall'aprile 2007 al dicembre 2008 il governo composto da PNL e UDMR riuscì a sopravvivere in netta minoranza grazie al sostegno non dichiarato di diverse frange del PSD, interessate a rafforzare i rapporti con i liberali per ottenere concessioni politiche pur stando all'opposizione.
Tra le altre iniziative comuni, nel maggio 2007 il PSD supportò insieme al PNL la celebrazione di un referendum per la destituzione del presidente della repubblica, messo in stato d'accusa per presunte violazioni alla costituzione. La votazione, tuttavia, non ebbe risultati concreti e Băsescu tornò in carica.
Le tornate elettorali in programma nel biennio 2007-2009 furono marcate dalla dura concorrenza tra PSD e il partito di Băsescu. Nel novembre 2007 furono celebrate le prime elezioni per i rappresentanti al parlamento europeo della Romania, nelle quali la prima forza fu il PD (29%), seguito dal PSD (23%), che riuscì a mandare a Bruxelles dieci suoi rappresentanti, che parteciparono al Gruppo del Partito del Socialismo Europeo.
Nell'aprile 2008 Geoană finalizzò un accordo con il Partito Conservatore (PC), che condusse alla nascita dell'Alleanza PSD+PC, costruita in vista delle elezioni amministrative e politiche del 2008. I risultati delle elezioni parlamentari del 30 novembre 2008 videro un sostanziale pareggio tra le due forze più votate, il Partito Democratico Liberale (PD-L, nuova ridenominazione del PD) e il PSD. I primi ottennero 115 seggi alla camera dei deputati (con il 32,4% dei voti) e 51 al senato (33,6% dei voti), mentre i secondi 114 seggi alla camera dei deputati (33,1% dei voti) e 49 al senato (34,1% dei voti). Vista l'impossibilità di formare individualmente una maggioranza, il PD-L, che aveva ottenuto un risicato vantaggio, si vide costretto ad intavolare le trattative per la formazione di un'ampia coalizione di governo con altre forze politiche. Il primo ministro designato Emil Boc si rivolse al PSD, riuscendo a siglare un accordo che portò alla firma di un protocollo di collaborazione siglato il 14 dicembre dai presidenti di partito Boc e Geoană. Mircea Geoană, inoltre, fu nominato presidente del senato.

#### Partecipazione al governo Boc ed elezioni del 2009
Traian Băsescu
     Mircea Geoană

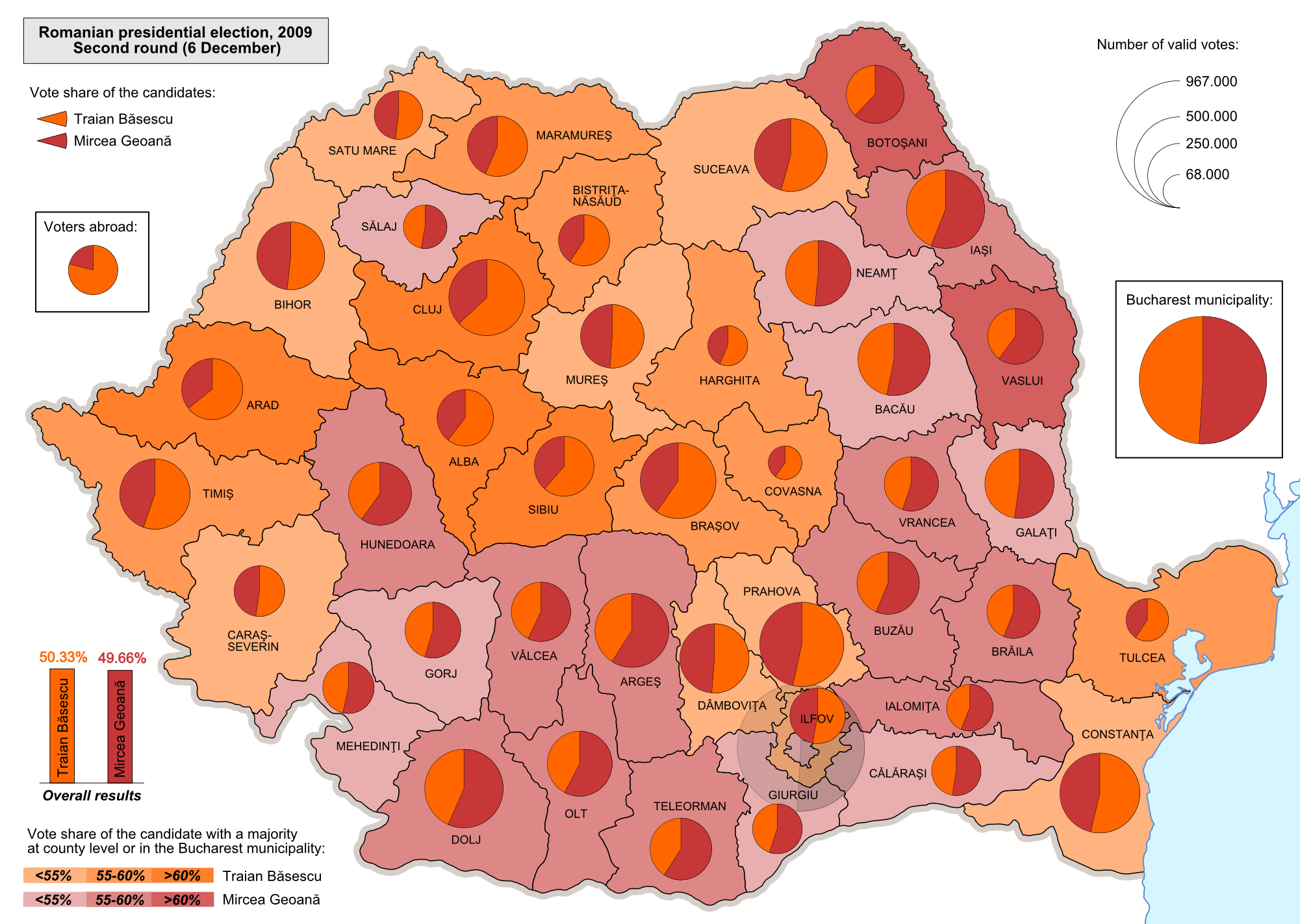
Percentuali di voto divise per distretto in occasione del ballottaggio delle Elezioni presidenziali in Romania del 2009.
Traian Băsescu
Mircea Geoană

Il funzionamento della maggioranza fu costantemente compromesso da dissensi interni a causa di profonde divergenze ideologiche, mentre i due gruppi concorsero come rivali anche alle elezioni per il parlamento europeo del 7 giugno 2009. I socialdemocratici confermarono l'alleanza con il PC, ma ancora una volta l'elettorato fu diviso dal sostegno alle due forze principali del paese: il 31% si espresse a favore della coalizione guidata dal PSD (11 seggi), mentre il 30% per il PD-L (10 seggi).
Con l'approssimarsi delle elezioni presidenziali, previste per novembre, crebbe il tono degli scontri tra i due partner, fino a giungere ad uno strappo nell'ottobre 2009. Alcuni vertici del PSD esternarono pubblicamente il proprio timore per il ricorso a frodi elettorali da parte degli alleati di governo, aprendo una crisi in seno al gabinetto di Emil Boc. Il 1º ottobre 2009, quindi, Geoană annunciò l'uscita del PSD dalla maggioranza e il passaggio all'opposizione. Il 13 ottobre il governo Boc cadde su una mozione di sfiducia proposta da PSD, PNL e UDMR, mentre il paese rimase senza un governo fino all'elezione del nuovo presidente della repubblica.
Sebbene favorito secondo i sondaggi prevoto, al primo turno delle elezioni presidenziali Mircea Geoană ottenne il 31% delle preferenze, un punto percentuale in meno rispetto a Traian Băsescu che cercava la riconferma. Nei giorni successivi al voto del 22 novembre, i socialdemocratici strinsero un accordo con il PNL e il Partito Nazionale Contadino Cristiano Democratico, che avrebbero garantito il proprio appoggio a Geoană al ballottaggio.
Malgrado il sostegno di più partiti a Geoană, al secondo turno del 6 dicembre Băsescu ottenne un ridottissimo vantaggio (50,34% contro 49,66%). Nella sera del 14 dicembre la corte costituzionale riconobbe la rielezione di Băsescu. La vittoria di questi ebbe effetti immediati anche sulla formazione del governo. Il 17 dicembre il presidente designò nuovamente Emil Boc che, vista la nuova situazione politica nata all'indomani del voto presidenziale, riuscì a costruire una nuova maggioranza in alleanza con l'UDMR e con l'appoggio di una parte di dissidenti del PSD guidati da Gabriel Oprea.

### La presidenza Ponta

#### Nascita dell'Unione Social-Liberale

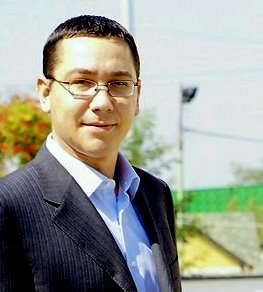
Victor Ponta nel 2010.

La sconfitta di Geoană causò il declino della sua leadership. Un nuovo congresso fu indetto per il 20 febbraio 2010, nel corso del quale Victor Ponta ottenne l'elezione a presidente, godendo dell'appoggio di Iliescu e Năstase.
Il cambio al vertice del Partito Social Democratico portò immediatamente ad una strategia di alleanze finalizzata a riconquistare il potere nel breve termine. Nel febbraio 2011 da un protocollo d'intesa tra PSD e PNL nacque l'alleanza politica dell'Unione Social-Liberale (USL), cui aderirono anche il PC e, più tardi, l'Unione Nazionale per il Progresso della Romania (UNPR). L'obiettivo principale del gruppo era quello di riunire gli sforzi dell'opposizione e di allontanare Băsescu dalla sua posizione tramite una procedura di impeachment in modo da ribaltare anche il governo guidato dal PD-L. L'USL condusse una durissima opposizione al governo, con il passare dei mesi sempre più svantaggiato nei sondaggi a causa di una complicata politica di austerity imposta al paese per far fronte alla crisi economica globale esplosa nel 2011.

#### Il governo Ponta
Le proteste che si protrassero in Romania nei primi mesi del 2012 furono il segnale dell'incapacità del governo di dare risposte alla crisi, situazione cavalcata dall'USL che, appoggiando gli scioperi, guadagnò ampio consenso elettorale. Pressato dall'opinione pubblica, Băsescu fu costretto ad assegnare l'incarico di primo ministro a Victor Ponta, che il 1º maggio 2012 diede vita al governo Ponta I. L'estate 2012 fu segnata da un costante clima di conflitto tra primo ministro e presidente della repubblica. I continui scontri tra i contendenti su ogni aspetto della vita politica, alla fine, spinsero l'USL ad avviare le procedure per la destituzione dei presidenti delle due camere in area PD-L e del presidente della repubblica Băsescu. Il capo di Stato, temporaneamente sospeso, rientrò in funzione solamente dopo la celebrazione del referendum del 29 luglio che, ritenuto nullo per il mancato raggiungimento del quorum, fu successivamente fonte di ulteriori contestazioni dell'USL alla corte costituzionale.
Dopo il plebiscito ottenuto alle elezioni locali dell'estate 2012, l'USL si presentò da assoluta favorita alle elezioni parlamentari del 9 dicembre 2012, conquistando ben 2/3 dei seggi in parlamento con il 59% dei voti, mentre la coalizione cristiano-democratica costruita intorno al PD-L ottenne il 16% e si dissolse dopo le elezioni. Il 21 dicembre 2012 nacque il governo Ponta II.
In un primo momento, intenzionato a fornire un'immediata risposta ai problemi del paese, tra le priorità apertamente dichiarate dal primo ministro vi furono quella di stimolare la crescita del settore privato e quella di riportare il livello dei salari dei dipendenti pubblici a come erano prima della crisi, dopo che questi avevano subito pesanti tagli a causa delle riforme operate dal PD-L. Al fianco delle misure per l'innalzamento dei livelli salariali e delle pensioni e all'incremento progressivo dello stipendio minimo stabilito dalla legge, tuttavia, l'amministrazione Ponta con il tempo introdusse una serie di nuove imposte, mentre il suo ambizioso programma di riforma fu completato solo in parte.

#### Rottura dell'USL ed elezioni del 2014
Klaus Iohannis
     Victor Ponta

Percentuali di voto divise per distretto in occasione del ballottaggio delle Elezioni presidenziali in Romania del 2014.
Klaus Iohannis
Victor Ponta

Nella parte iniziale del 2014 forti discordanze ideologiche e scelte politiche legate alle nomine di nuovi ministri in area PNL fecero crescere gli attriti tra i due maggiori alleati dell'USL. Visti i problemi, il 25 febbraio 2014 il leader del PNL Crin Antonescu annunciò il ritiro del suo partito dal governo e la fine dell'alleanza con il PSD. Ponta, quindi, trovò un'intesa con l'Unione Democratica Magiara di Romania per la nascita del governo Ponta III. Alle elezioni per il parlamento europeo celebratesi in maggio, la coalizione guidata dal PSD, costituita insieme al PC e all'UNPR, fu il gruppo più votato (37,6% contro il 15% del PNL), confermando la possibilità per i socialdemocratici di governare senza il supporto dei liberali.
Visto il vantaggio nei sondaggi, Ponta si presentò alle elezioni presidenziali del novembre 2014 con tutte le probabilità di uscirne vincitore. Al primo turno confermò tale distacco, ottenendo il 40% contro il 30% del candidato del PNL Klaus Iohannis. Il ballottaggio del 16 novembre segnò l'inaspettato successo di Iohannis, che ottenne il 54,5% dei voti contro il 45,5% di Ponta. L'ufficializzazione della vittoria del candidato del centro-destra aprì una crisi politica in seno al PSD. Iohannis trionfò all'estero e nelle aree della Transilvania ad elevato popolamento di cittadini di etnia ungherese, elemento che spinse l'UDMR a rivedere il proprio ruolo nel governo. L'addio dell'UDMR condusse, dopo 9 mesi, alla fine del governo Ponta III. Il primo ministro, sostenuto da PSD, UNPR, PC e PLR, comunque, disponeva ancora della maggioranza parlamentare per garantire la stabilità di un nuovo governo. Il 17 dicembre nacque il governo Ponta IV.
La prima parte del 2015 fu segnata da numerosi scandali giudiziari in cui erano coinvolti membri di alto rango del PSD e che contribuirono ad esacerbare il clima interno del partito. Il 5 giugno, infine, la Direzione nazionale anticorruzione informò il primo ministro Ponta che era in corso un'indagine a suo carico per i reati di falso in scrittura privata, concorso continuativo in evasione fiscale e riciclaggio, in relazione ad irregolarità commesse in qualità di rappresentante legale del suo studio di avvocatura nel periodo 2007-2009. Mentre le forze della maggioranza confermarono il sostegno a Ponta, il presidente della repubblica chiese ripetutamente le dimissioni del primo ministro.

### La presidenza Dragnea

#### Liviu Dragnea a capo del PSD

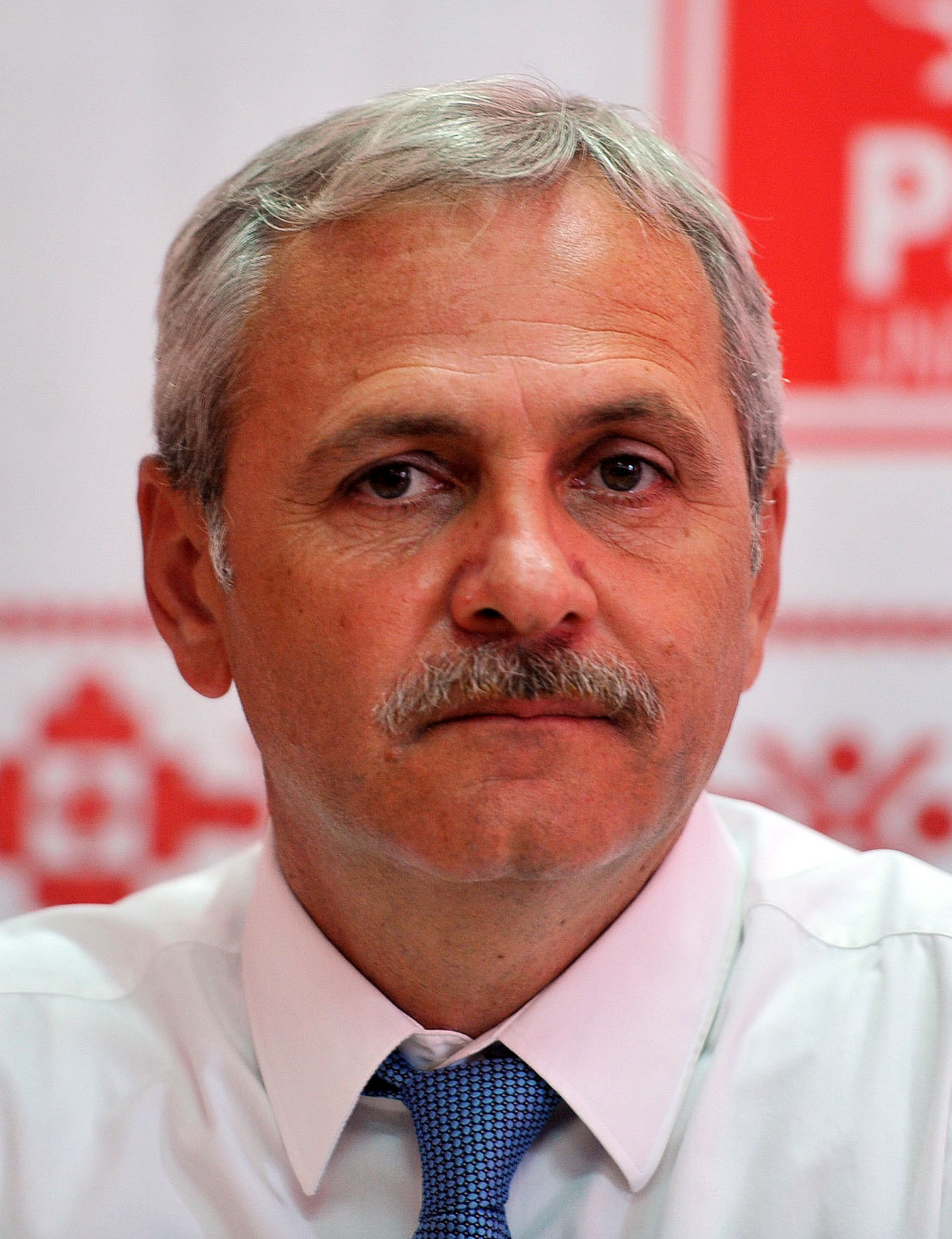
Liviu Dragnea

Considerata la gravità delle accuse, il 16 luglio 2015, in seguito alla riunione dei vertici del PSD, Victor Ponta decise di abbandonare la posizione di presidente del partito fin quando non avrebbe risolto i propri problemi con la giustizia. Il 22 luglio 2015 il comitato esecutivo del partito conferì il ruolo di leader ad interim al presidente esecutivo Liviu Dragnea. Questi fu confermato titolare nel corso del congresso del 18 ottobre 2015.
L'autorità di Ponta subì il colpo finale nelle successive settimane quando, il 30 ottobre, 64 persone persero la vita a causa del mancato rispetto delle norme anti-incendio presso la discoteca Colectiv di Bucarest. L'evento segnò l'inizio di una serie di proteste spontanee di piazza in cui i manifestanti invocavano un cambio di rotta in nome di una maggiore onestà da parte della classe politica in generale e pretendevano le dimissioni del governo. L'eco fu talmente ampia che il 4 novembre, sommerso dagli scandali, Victor Ponta depose il proprio mandato nelle mani del presidente della repubblica, che il 10 novembre incaricò l'ex Commissario europeo per l'agricoltura e lo sviluppo rurale Dacian Cioloș di formare un nuovo governo tecnico. Dragnea affermò che il PSD avrebbe valutato singolarmente ogni azione del nuovo esecutivo, accordando il proprio sostegno a condizione che il nuovo primo ministro non bloccasse le iniziative già avviate dai socialdemocratici, nello specifico l'aumento dei salari per i dipendenti pubblici.
Garantendo un temperato appoggio esterno al governo Cioloș insieme alla maggioranza delle forze politiche presenti in parlamento, il PSD preparò il terreno per le elezioni amministrative e legislative del 2016. Il 22 aprile 2016, tuttavia, Dragnea subì una condanna per frode elettorale per fatti risalenti al 2012. Iohannis ne chiese le dimissioni da parlamentare e da leader del PSD, mentre la parte maggioritaria del partito si strinse intorno al capo. La condanna interdiceva di fatto la sua potenziale candidatura a primo ministro in vista delle elezioni parlamentari in Romania del 2016 previste per dicembre.

#### Elezioni del 2016 e ritorno al potere

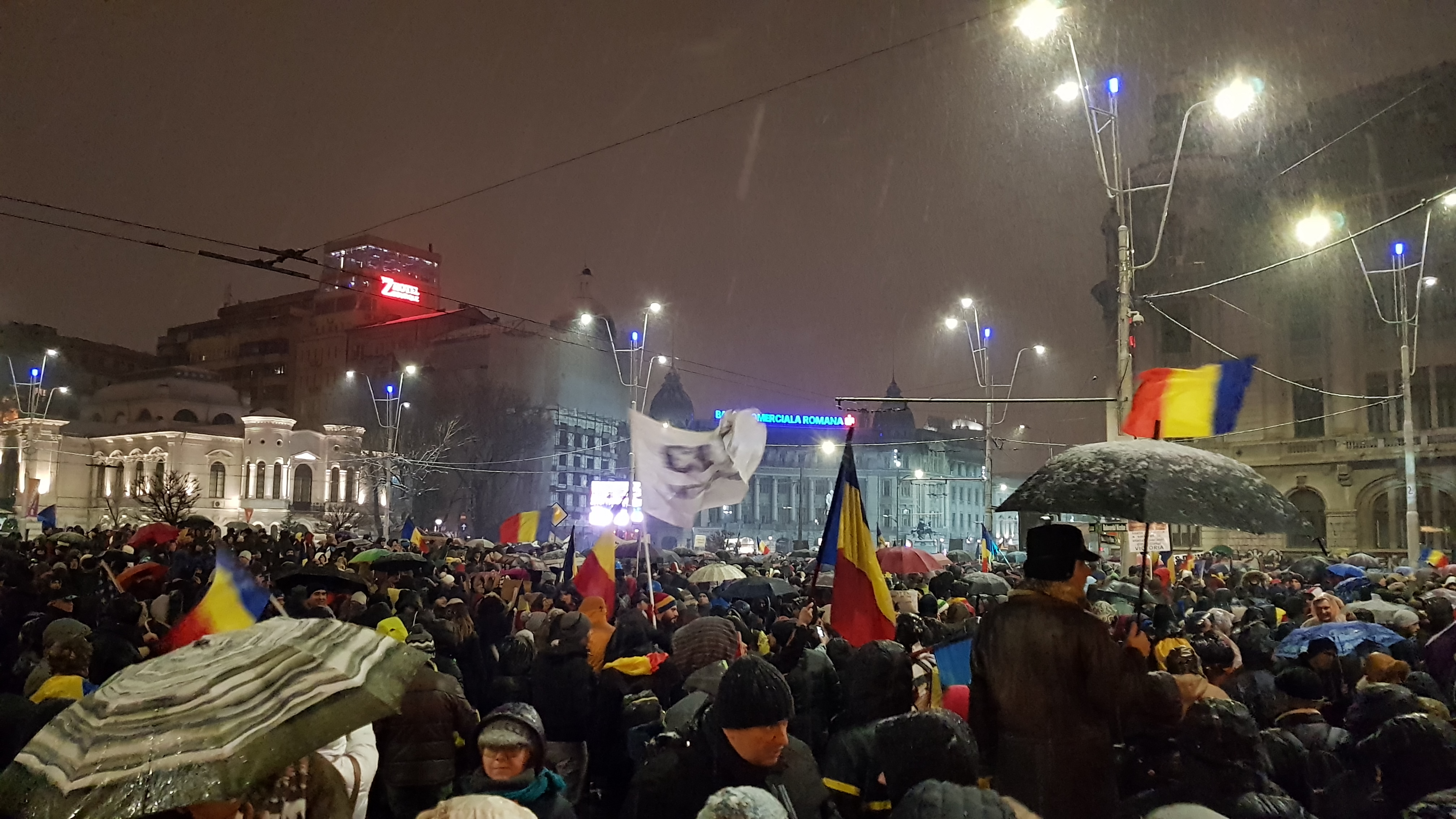
Proteste contro il governo Grindeanu per il ritiro dell'ordinanza d'urgenza in tema di giustizia nella sera del 20 gennaio 2017.

In seguito alla vittoria alle amministrative di giugno, sicuro della propria forza organizzativa, il PSD si presentò alle elezioni parlamentari dell'11 dicembre 2016 con un programma che prevedeva una forte espansione della spesa pubblica a favore del taglio delle tasse, dell'incremento dei salari e delle pensioni, nonostante le perplessità di Fondo monetario internazionale e commissione europea. L'11 dicembre 2016 più del 45% della popolazione si espresse a favore del PSD (il PNL non andò oltre il 20%), che strinse un patto di governo con l'ALDE di Călin Popescu Tăriceanu che garantì alla coalizione il controllo della maggioranza assoluta del parlamento. Sorin Grindeanu fu nominato nuovo premier.
Nel gennaio 2017 il governo elaborò un'ordinanza in tema di giustizia che depenalizzava numerosi reati di corruzione e che scatenò le dure reazioni dell'opposizione e dell'opinione pubblica, con manifestazioni spontanee di protesta che si verificarono in tutto il paese e cui prese parte lo stesso Iohannis. Dubbi sul progetto furono ufficialmente espressi anche dalla Commissione europea, dal Consiglio Superiore della Magistratura, dall'Alta corte di cassazione e giustizia e dalla Direzione Nazionale Anticorruzione. L'adozione della misura fece crescere l'intensità delle proteste contro il governo, con centinaia di migliaia di manifestanti in tutto il paese che chiedevano il ritiro dell'ordinanza, in quanto questa avrebbe favorito la corruzione e aiutato il presidente del PSD ad evitare l'incriminazione in ulteriori inchieste in cui figurava come indagato. Si trattò per numero di partecipanti della più grande manifestazione della Romania contemporanea dai tempi della rivoluzione del 1989. Pressato dalle proteste di piazza, dalle critiche della presidenza della repubblica e dell'opinione pubblica internazionale, il 4 febbraio Grindeanu comunicò il ritiro dell'ordinanza.

#### I governi Grindeanu, Tudose e Dăncilă
Con il passare dei mesi, nonostante le smentite da parte dei diretti interessati, molti osservatori rilevarono la comparsa di una reciproca diffidenza tra il premier Grindeanu e il presidente Dragnea. La giustificazione di tale tensioni fu in parte attribuita alla decisione di Grindeanu di ritirare l'ordinanza sulla corruzione, ignorando la volontà di Dragnea. I contrasti portarono il PSD a presentare una mozione di sfiducia contro il proprio stesso governo, poiché Grindeanu si era rifiutato di presentare le dimissioni chieste dal comitato esecutivo. Il 21 giugno 2017, quindi, il parlamento si espresse a favore della sfiducia, mettendo fine al governo Grindeanu.
Il 29 giugno 2017 prestò giuramento il nuovo governo sostenuto da PSD e ALDE presieduto dall'ex ministro dell'economia Mihai Tudose. Malgrado il cambio al vertice dell'esecutivo, i toni e il desiderio di indipendenza politica del premier furono spesso fonte di preoccupazioni da parte dei membri della dirigenza legati al presidente Dragnea. Tudose, infatti, agì spesso in contrasto alle sue indicazioni. Dopo mesi di contrapposizioni per la leadership del partito, nel gennaio 2018 emerse una nuova crisi tra i due. Al culmine della disputa, il 15 gennaio, il comitato esecutivo nazionale del PSD annunciò la decisione di ritirare il proprio sostegno al premier, costringendolo alle dimissioni. In sua sostituzione fu indicata l'europarlamentare Viorica Dăncilă, già presidente dell'organizzazione femminile del partito, che assunse l'incarico il 29 gennaio. Le politiche attuate dalla dirigenza, tuttavia, furono causa di ulteriori malumori di una parte minoritaria del PSD, che accusò Dragnea di ridurre la professionalità dei quadri del partito, circondandosi di personalità facenti parte del suo entourage, prediligendo il valore della fedeltà a quello della competenza.
Nel corso del mandato di primo ministro, apertamente sostenuta da Dragnea, Viorica Dăncilă entrò ripetutamente in contrasto con il presidente della repubblica, mentre i rapporti tra PSD e opposizione furono segnati da una costante ostilità. Il principale piano di confronto fu quello della giustizia, con l'opposizione che riteneva i piani della maggioranza un attacco al potere giudiziario, mentre parte della stampa internazionale iniziò ad accostare le manovre del PSD a quelle dei governi populisti conservatori e antieuropeisti in crescita nell'est Europa. Le politiche del governo furono fonte di scontri tra Bucarest e le istituzioni europee, che crebbero fra l'autunno del 2018 e la primavera del 2019, con l'adozione di un linguaggio sempre più duro nei confronti delle strutture sovranazionali, ritenute colpevoli dagli alti esponenti del PSD di interferire in questioni politiche interne. Tali argomenti, tuttavia, non furono sostenuti dal Partito del Socialismo Europeo, che in aprile decise di congelare temporaneamente i rapporti con il PSD, fino a quando questo non avrebbe chiarito le proprie politiche. Opponendosi al quadro politico del PSD, Iohannis fu promotore di un referendum in tema di giustizia per impedire al governo di emanare un eventuale decreto di amnistia per fatti di corruzione o realizzare altre ordinanze d'urgenza sull'ordinamento giudiziario. Questo ebbe avuto luogo il 26 maggio 2019, stesso giorno delle elezioni per il parlamento europeo. La tornata elettorale segnò il calo della popolarità del PSD, che ottenne il 22% a fronte del 27% del PNL.

### La presidenza Dăncilă
Klaus Iohannis
     Viorica Dăncilă

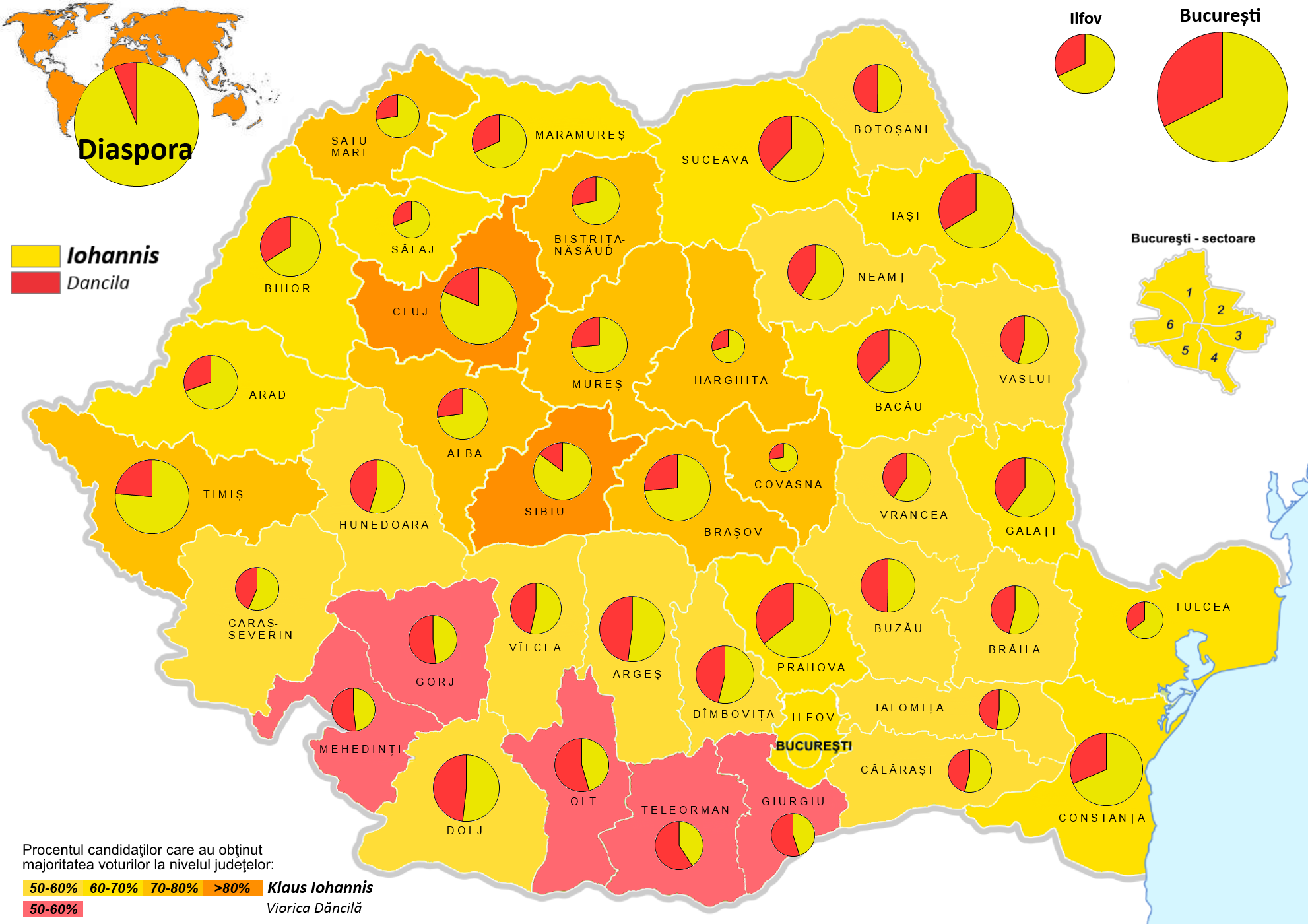
Percentuali di voto divise per distretto in occasione del ballottaggio delle Elezioni presidenziali in Romania del 2019.
Klaus Iohannis
Viorica Dăncilă

Il 27 maggio 2019, quando lo spoglio per le europee non era ancora stato completato, l'Alta corte di cassazione e giustizia si pronunciò in via definitiva su un'inchiesta nella quale Dragnea figurava come imputato per abuso d'ufficio. Dopo numerosi rinvii, il tribunale condannò il leader del PSD a tre anni e sei mesi di detenzione, aprendo un'ulteriore breccia nel partito. Il primo ministro Viorica Dăncilă, quindi, assunse ad interim la funzione di presidente del partito. Fu riconfermata in tale ruolo nel corso del congresso del 29 giugno. Nel suo discorso davanti alla platea Dăncilă dichiarò che il governo non avrebbe più emanato alcun'ordinanza d'urgenza in tema di giustizia e che il partito avrebbe appoggiato apertamente i valori europei e di sinistra.
Divergenze sul piano della programmazione economica, oltre a problemi di stabilità interna della coalizione di governo, però complicarono la coabitazione con l'ALDE, che il 26 agosto lasciò la maggioranza. Nel pieno di un ampio conflitto istituzionale tra Iohannis e Dăncilă, infine, il 10 ottobre 2019 l'opposizione riuscì a battere il governo su una mozione di sfiducia, obbligandolo alle dimissioni. Il 4 novembre 2019 il parlamento investì quale nuovo primo ministro Ludovic Orban (PNL), mentre il PSD passò all'opposizione.
Nel corso del 2019 il partito continuò a perdere sostegno politico sull'onda delle proteste anticorruzione, arrivando fortemente indebolito alle elezioni presidenziali, con il rischio di non accedere al ballottaggio. Al primo turno il candidato del PSD riuscì ad ottenere il 22%, qualificandosi al ballottaggio contro Iohannis, che aveva conquistato il 38%. L'esito del secondo turno fu impietoso per il PSD, che non riuscì a ribaltare le previsioni dei sondaggi, conseguendo il peggior risultato mai ottenuto dal PSD e dal centro-sinistra romeno ad un ballottaggio presidenziale (34%).
Il comitato esecutivo del partito convocato il 27 novembre stabilì l'azzeramento dei propri quadri dirigenziali. Marcel Ciolacu, già presidente della camera, assunse la presidenza ad interim, il ruolo di presidente esecutivo fu eliminato e quello di segretario generale fu dato a Paul Stănescu. Al loro fianco avrebbero agito altri 15 colleghi, in qualità di membri della dirigenza collettiva.

### La presidenza Ciolacu

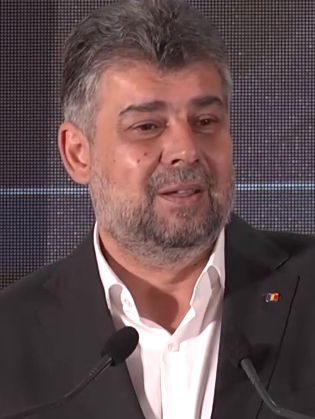
Marcel Ciolacu

#### Elezioni del 2020
Pur passato all'opposizione alla fine del 2019, il PSD godeva di un cospicuo numero di parlamentari che mettevano in discussione la solidità della maggioranza del governo PNL. Grazie a tale superiorità nel febbraio 2020 il partito riuscì a costringere il primo ministro alle dimissioni tramite una mozione di sfiducia. Nonostante ciò, il presidente della repubblica Iohannis conferì nuovamente l'incarico di premier a Ludovic Orban che, per via dell'esplosione della pandemia di coronavirus in Romania e vista la necessità di un governo titolare per fronteggiare l'emergenza sanitaria, riuscì a costituire una nuova maggioranza. In tale occasione per senso di responsabilità persino il PSD diede il proprio voto favorevole per l'investitura del governo PNL.
Il congresso straordinario per la scelta dei quadri dirigenti titolari ebbe luogo il 22 agosto 2020.. In tale occasione, con il documento programmatico «La ricostruzione del PSD - Una visione politica di sinistra per un partito europeo» («Reconstrucția PSD - O viziune politică de stânga pentru un partid european»), Marcel Ciolacu vinse facilmente la concorrenza di Eugen Teodorovici. Il programma di Ciolacu prevedeva esplicitamente un netto distanziamento dalle politiche del PSD degli ultimi anni, promettendo di escludere nuove diatribe con la giustizia e tentativi di influenzare la magistratura, nonché di battersi contro il nepotismo. Da programma il nuovo PSD si prefiggeva di rappresentare anche la classe media. In fase congressuale Ciolacu affermò che sotto la sua presidenza il partito non sarebbe più stato guidato un "padrone", ma da una squadra composta da professionisti.
Alle elezioni locali celebratesi il 27 settembre 2020 il PSD risultò il secondo partito per numero di voti, finendo alle spalle del PNL. Riuscì ad ottenere, tuttavia, il maggior numero di presidenti distrettuali e sindaci.
In vista delle elezioni parlamentari di dicembre, il partito introdusse importanti modifiche nella selezione dei candidati alle parlamentari, in nome di un alto livello di integrità. Tra gli argomenti utilizzati in campagna elettorale il PSD fece leva sull'adozione di importanti misure sul piano della sanità, dell'economia e dell'istruzione, in contrapposizione alle iniziative intraprese dal PNL in questi campi nel periodo di emergenza sanitaria.
I risultati del voto oltrepassarono le aspettative, con il PSD primo partito con il 29% e il PNL secondo con il 25%. Malgrado ciò Iohannis rifiutò categoricamente di incaricare il PSD di formare un governo. Il PNL, al contrario, riuscì a costituire un governo di coalizione di centro-destra insieme a USR PLUS e UDMR con a capo Florin Cîțu, che godeva del pieno appoggio del capo di Stato. Il PSD, quindi, andò all'opposizione.

#### La Coalizione nazionale per la Romania
Il 5 ottobre 2021 il governo Cîțu fu battuto da una mozione di sfiducia presentata dal PSD. La crisi politica per la definizione di una nuova maggioranza fu risolta dopo due mesi quando, nel novembre 2021, il PNL accettò di collaborare con il PSD e l'UDMR per la formazione di un governo di coalizione. I socialdemocratici, quindi, entrarono nel governo presieduto da Nicolae Ciucă con nove ministri e il segretario generale del governo. L'alleanza, ribattezzata Coalizione nazionale per la Romania prevedeva la soluzione di un governo di rotazione. Il PNL avrebbe espresso il primo ministro fino al 2023, quando il premier sarebbe diventato un membro del PSD. Facendo fede agli accordi, dopo le dimissioni di Ciucă il governo Ciolacu prestò giuramento il 15 giugno 2023, in seguito al voto parlamentare.
Il governo Ciolacu I varò diversi provvedimenti per abbassare il prezzo di generi alimentari ed energia al fine di stemperare l'inflazione. Pur in calo, il tasso d'inflazione registrato in Romania nel 2024 rimase uno dei più alti d'Europa. Al contempo le azioni intraprese dall'esecutivo aumentarono la pressione fiscale e provarono a ridurre la spesa pubblica, pur non riuscendo a contenere il calo della crescita e l'incremento del deficit pubblico. Sul piano della politica estera il governo giunse ad un accordo per l'adesione parziale della Romania allo spazio Schengen per le sole frontiere aeree e marittime a partire dal marzo 2024 e per la piena ammissione a partire dal 1º gennaio 2025.

#### Elezioni del 2024
Il 21 febbraio 2024 i leader della coalizione annunciarono la decisione di concorrere in alleanza alle elezioni per il Parlamento europeo del 2024. Alle elezioni europee l'alleanza ottenne quasi il 50% dei voti, che gli valse 19 seggi (di cui undici al PSD).
Il congresso del 24 agosto 2024 ratificò la candidatura di Marcel Ciolacu alle elezioni presidenziali di fine anno. Al primo turno si verificò l'inaspettata sconfitta di Marcel Ciolacu, giunto terzo e battuto di pochissimi voti dalla liberale Elena Lasconi (USR), nonostante egli fosse dato più avanti dai sondaggi politici alla vigilia del voto e durante lo spoglio. Il candidato più votato fu il sovranista Călin Georgescu. Malgrado le proprie dimissioni dalla presidenza, Ciolacu ottenne un voto di fiducia interno da parte del consiglio nazionale del PSD e rimase alla guida del partito. La tornata elettorale fu annullata il successivo 6 dicembre, sulla base di una decisione della Corte costituzionale, che invocava presunte ingerenze sulla campagna elettorale da parte di paesi stranieri.
Alle elezioni parlamentari del 1º dicembre 2024 il PSD fu il primo partito con il 22% dei voti. In conseguenza della crescita delle forze sovraniste in parlamento, i partiti europeisti, ad eccezione dell'USR, formarono un nuovo governo di coalizione con a capo Marcel Ciolacu. Il PSD quindi partecipò alla maggioranza PSD-PNL-UDMR con nove ministri. Il governo Ciolacu II ricevette la fiducia da parte del Parlamento della Romania in seduta plenaria il 23 dicembre 2024. La coalizione di governo stabilì anche di proporre un candidato comune alle nuove elezioni presidenziali che si sarebbero tenute nel 2025.

## Ideologia e base elettorale

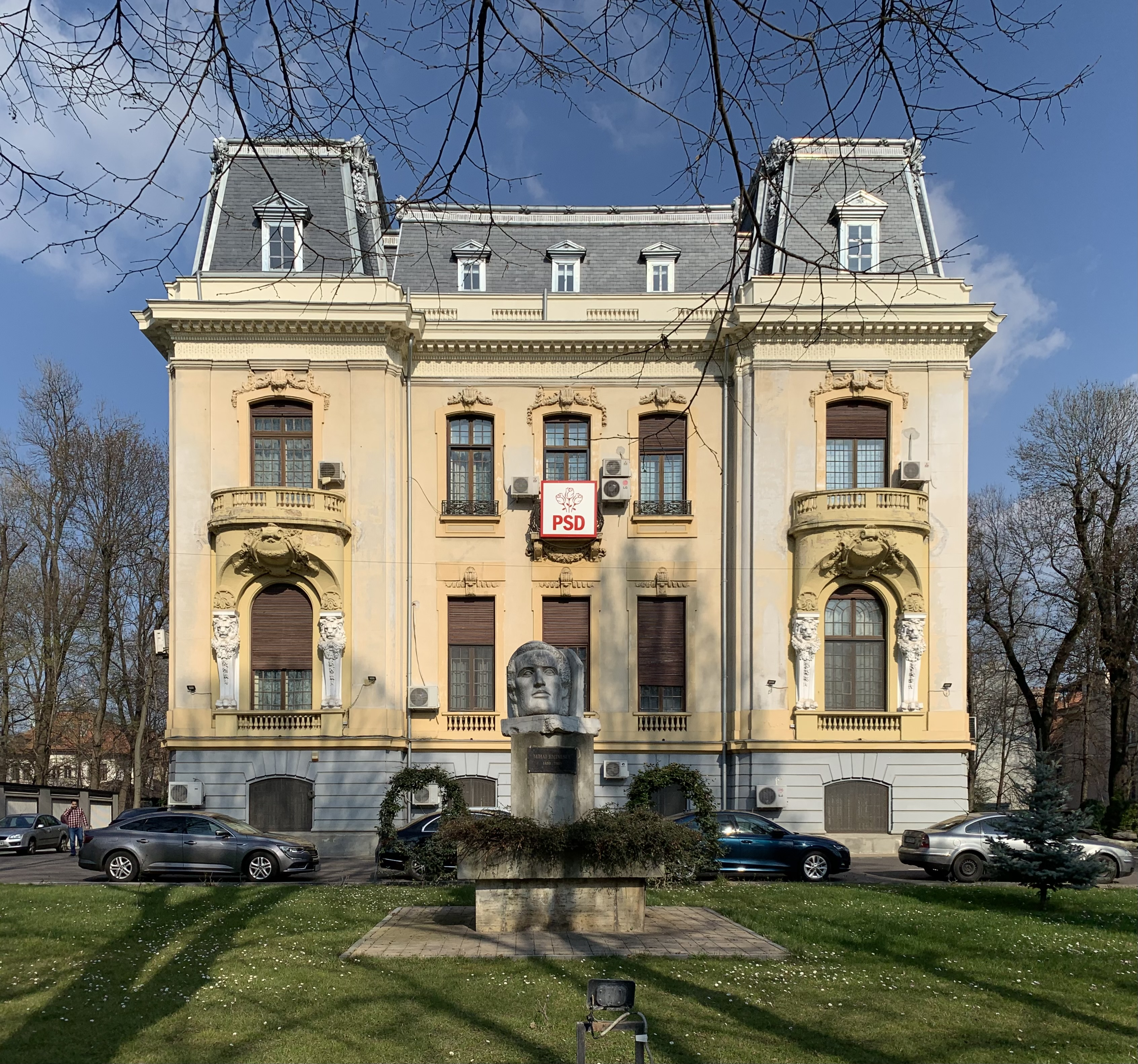
La sede centrale del Partito Social Democratico a Bucarest.

Nel 2001 i due partiti che si unirono per formare il PSD furono il Partito Social Democratico Romeno (PSDR), che godeva di una profonda base socialdemocratica internazionalista, e il Partito della Democrazia Sociale Romena (PDSR), composto da diverse correnti che andavano dalla socialdemocrazia, al nazionalismo, al socialismo, al pragmatismo politico. Oltre alla struttura capillare delle sue organizzazioni in tutto il paese e all'eclettismo, dal PDSR il PSD ereditò buona parte della classe dirigente, nella quale in molti durante il regime avevano rivestito il ruolo di funzionario all'interno del Partito Comunista Rumeno. Il PDSR costituiva il partito maggiormente rappresentato nel PSD, con le implicazioni ideologiche che ne derivavano. Nel 2003 le annessioni di Partito Socialista del Lavoro (PSM) e Partito Socialista della Rinascita Nazionale (PSRN) rafforzarono la presenza di elementi legati all'ideologia socialista e al nazionalismo di sinistra. Nel corso degli anni la base elettorale rimase concentrata soprattutto nelle aree rurali e tra le fasce popolari di Oltenia, Muntenia e Moldova, cioè le stesse categorie sociali ed aree geografiche in cui il vecchio PDSR aveva posto le fondamenta dei propri successi.
Nei primi anni dalla sua fondazione una delle preoccupazioni maggiori fu quella di spingere il partito ad abbracciare la dimensione ideologica della socialdemocrazia moderna e disancorarsi dall'ideologia comunista antiliberale, seppur con diverse resistenze registrate all'interno del gruppo dirigente. Numerosi documenti programmatici («Verso la normalità» del 2002, «Romania europea» del 2005, «Romania sociale» del 2006) presentarono piani d'azione volti ad integrare il PSD alle strutture europee. A conferma dei progressi, nel 2003 il PSD divenne membro dell'Internazionale Socialista e nel 2005 del Partito del Socialismo Europeo, mentre numerosi accordi di collaborazione vennero siglati con i partiti socialdemocratici degli altri stati europei.
La politica del PSD fu generalmente caratterizzata dall'apertura all'europeismo (tranne sotto la presidenza Dragnea, quando assunse posizioni vicine all'euroscetticismo moderato), dal sostegno al reddito dei dipendenti pubblici, dei pensionati e delle fasce deboli in generale. Come notato da diversi osservatori, tuttavia, il ruolo egemone del partito nello scenario del centro-sinistra in Romania, fu sempre accompagnato dalla contemporanea presenza di elementi ideologici tradizionalisti e conservatori, costituendo un'eccezione all'interno della famiglia dei partiti socialdemocratici. Oltre all'autorità, alla centralità e al paternalismo della figura del leader, che spesso utilizzava il partito come veicolo di espressione personale, nel PSD fu costante il sostegno ad una politica a favore del nazionalismo, del rafforzamento dei rapporti con la chiesa ortodossa rumena e del conservatorismo sociale.
Negli anni 2010 il partito prese una dura posizione contro i diritti LGBT, proponendo ufficialmente un modello di famiglia composto da uomo e donna, tanto da sostenere l'idea di un referendum per inserire tale definizione in costituzione. L'alleanza tra il PSD e la chiesa ortodossa si rafforzò ulteriormente dopo il 2007, con l'ascensione di Daniele al patriarcato. Mentre da una parte il supporto della chiesa consentì un ulteriore ampliamento dell'elettorato del PSD, dall'altra il partito si batté per l'alleggerimento della pressione fiscale sulle proprietà ecclesiastiche e concesse numerose sovvenzioni per l'edificazione di nuovi luoghi di culto.

## Simbolo
Lo sfondo del simbolo del partito è rosso e la rappresentazione grafica delle tre rose è circondata da un quadrilatero di colore bianco.»
(Statuto del Partito Social Democratico, cap. I, sez.1, art. 2)
Il simbolo delle tre rose fu mutuato dai partiti predecessori del PSD, a partire dal FSN. Lo sfondo fu blu fino al 2006, anno di adozione del rosso come colore identificativo del partito.

## Aspetti controversi
(Liviu Dragnea, ottobre 2015)
Sin dalla sua fondazione il PSD si trovò a far fronte ad alcuni problemi di immagine. Tra questi il legame diretto con le vecchie strutture di potere eredi della tradizione comunista precedenti al 1989, che complicò la possibilità per il partito di presentarsi come innovatore e genuino rappresentante della socialdemocrazia in senso moderno. Larga parte della dirigenza, infatti, aveva rivestito un ruolo politico nel PCR sotto la dittatura, come Ion Iliescu.
Già sotto il governo Năstase emerse il problema della mancanza di democrazia interna nel partito, in cui la misura dell'espulsione o del ritiro del supporto politico erano le modalità per mettere a tacere i dissensi interni. Nel corso degli anni l'espulsione o il ricorso alle dimissioni obbligate di numerosi membri della dirigenza fu la strategia adottata dai presidenti di partito, che si configuravano come autorità decisionale massima e incontestabile. Le lotte di potere per la leadership, parimenti, dopo ogni elezione si risolvevano con l'isolamento dell'avversario, in un costante clima da resa dei conti. Nel corso della storia, tra i molti membri di alto rango allontanati a causa delle loro dichiarazioni o per divergenze politiche con il presidente di partito figuravano personalità come Cozmin Gușă (segretario generale, nel 2003), Adrian Năstase (presidente esecutivo, nel 2006), Dan Ioan Popescu (presidente della sezione del PSD di Bucarest, nel 2006), Sorin Oprescu (presidente della sezione del PSD di Bucarest, nel 2006), Octav Cozmâncă (ex presidente esecutivo, nel 2009), Mircea Geoană (ex presidente del partito, espulso per due volte nel 2011 e nel 2014), Marian Vanghelie (ex presidente della sezione del PSD di Bucarest, nel 2014), Valeriu Zgonea (presidente esecutivo, nel 2016), Victor Ponta (ex presidente del partito, nel 2017) e Sorin Grindeanu (primo ministro, nel 2017).
Il potere del presidente del partito si basava anche sul controverso sostegno dei leader sul territorio. Durante la presidenza Năstase, infatti, si rafforzò e proseguì negli anni successivi il fenomeno dei «baroni», personalità che replicavano a livello locale la figura predominante del presidente del partito e costituivano una nuova oligarchia politica. Il potere assoluto esercitato dai baroni e le enormi ricchezze che riuscirono ad accumulare contribuirono negli anni a darne una percezione negativa, anche a causa delle numerosi indagini avviate dalla magistratura contro questi personaggi. Si trattava di leader di filiale incaricati di posizioni politiche influenti a livello regionale, capaci di assicurare enormi quantità di voti al partito grazie al controllo quasi totale degli organi di amministrazione delle regioni di appartenenza e a strette connessioni con l'imprenditoria, che sfruttavano la loro posizione per acquisire ingenti ricchezze e potere personali. Seppur in tempi diversi alcuni di loro furono Nicolae Mischie (Gorj), Marian Oprișan (Vrancea), Constantin Nicolescu (Argeș), Dumitriu Sechelariu e Viorel Hrebenciuc (Bacău), Culiță Tărâță (Neamț), Constantin Conțac (Botoșani), Gheorghe Bunea Stancu (Brăila), Doru Ioan Tărăcilă (Călărași), Radu Mazăre e Nicușor Constantinescu (Costanza), Ion Prioteasa (Dolj), Dan Lilion Gogoncea (Galați), Gheorghe Nichita (Iași), Adrian Duicu (Mehedinți), Mircea Cosma (Prahova), Liviu Dragnea (Teleorman), Victor Mocanu (Buzău), Dumitru Buzatu (Vaslui) e Paul Stănescu (Olt).
A tal proposito, per allontanare le etichette negative, al momento dell'elezione a presidente del partito, nel 2015 Liviu Dragnea dichiarò che i membri del PSD non erano né baroni, né corrotti, né comunisti.

### Procedimenti penali contro i rappresentanti del PSD
Il problema più preoccupante per il PSD fu, tuttavia, quello riguardante la corruzione, il clientelismo e l'utilizzo delle risorse dello stato per fini personali. A livello programmatico i vertici del PSD mostrarono una speciale attenzione a quest'aspetto, come Ion Iliescu, che nel 2005 promise di ripulire il partito dalle personalità del partito accusate di corruzione, o Victor Ponta, che nel 2015 propose di introdurre nello statuto un articolo riguardante la sospensione dei membri condannati in primo grado. Malgrado i proclami, il partito non riuscì a far fronte al problema, che fu fonte di continui scandali, coinvolse un numero sempre più alto di membri a qualunque livello, tanto locale quanto nazionale e, infine, persino i presidenti di partito. Năstase subì due diverse condanne per fatti di corruzione, che nel 2014 portarono alla sua interdizione dalle funzioni pubbliche fino al 2020, nel 2015 Ponta fu indagato e costretto alle dimissioni da presidente del partito, mentre Dragnea subì due condanne definitive nel 2016 e nel 2019. Nel 2017 lo stesso Iliescu fu rinviato a giudizio per crimini contro l'umanità per i fatti della mineriada del giugno 1990. Il partito nella maggior parte delle occasioni si strinse intorno ai propri membri, dichiarando l'esistenza di persecuzioni in atto da parte della magistratura. Dal 2001 in poi i tentativi di modificare il codice penale furono visti da diversi osservatori come un modo di depenalizzare i reati e porre pressione sul potere giudiziario, piuttosto che ridurre la corruzione della classe politica.
Di seguito una lista di rappresentanti istituzionali facenti capo al PSD (presidenti della repubblica, primi ministri, ministri, parlamentari, presidenti di consiglio di distretto, sindaci di capoluoghi di distretto, prefetti) indagati a vario titolo per fatti costituenti reato. In grassetto i condannati in via definitiva:
- Ion Iliescu[266][269]
- Adrian Năstase[270][271]
- Victor Ponta[272]
- Liviu Dragnea[84][165]
- Miron Mitrea[273]
- Darius Vâlcov[274]
- Dan Șova[275]
- Ecaterina Andronescu[276][277]
- Liviu Pop[278]
- Adrian Severin[279]
- Valeriu Ștefan Zgonea[280]
- Viorel Hrebenciuc[281]
- Nicolae Mischie[282]
- Adrian Țuțuianu[283]
- Niculae Bădălău[284]
- Șerban Mihăilescu[285][286]
- Marian Neacșu[287]
- Sebastian Ghiță[288][289][290]
- Marian Oprișan[291]
- Mircea Drăghici[292][293]
- Gheorghe Bunea Stancu[294][295]
- Nicușor Constantinescu[296][297]
- Adrian Duicu[298]
- Constantin Nicolescu[299][300]
- Toni Greblă[301][302]
- Victor Mocanu[303]
- Cătălin Voicu[304]
- Radu Mazăre[297][305][306][307]
- Sorin Lazăr[308]
- Marius Ovidiu Isăilă[309]
- Alexandru Cordoș[310]
- Lazăr Dorin Maior[311]
- Viorel Gheorghiu[312]
- Octavian Goga[313]
- Emilian Cutean[314]
- Mihail Sirețeanu[315]
- Anghel Stanciu[316]
- Florin Pâslaru[317]
- Ion Dumitru[318]
- Ion Stan[319]
- Luminița Iordache[320]
- Marian Ghiveciu[321][322]
- Mugurel Surupăceanu[323]
- Ioan Cindrea[324]
- Cătălin-Marian Rădulescu[325]
- Nicolae Vasilescu[326]
- Șerban Brădișteanu[327]
- Oana Niculescu-Mizil[328]
- Sonia Maria Drăghici[329]
- Vasile Gliga[330]
- Vlad-Alexandru Cosma[331]
- Mircea Cosma[331]
- Andreea Cosma[332]
- Ioan Adam[281]
- Ion Ochi[333]
- Constantin Conțac[334]
- Vasile Fernea[335]
- Dumitru Sechelariu[336]
- Constantin Boșcodeală[337]
- Gheorghe Nichita[338][339][340]

## Scissioni
- 2009 – Unione Nazionale per il Progresso della Romania (in rumeno: Uniunea Națională pentru Progresul României, UNPR) di Gabriel Oprea e Cristian Diaconescu
- 2011 – Partito della Giustizia Sociale (in rumeno: Partidul Dreptății Sociale, PDS) di Octav Cozmâncă
- 2015 – Partito Sociale Romeno (in rumeno: Partidul Social Românesc, PSRO) di Mircea Geoană
- 2018 - PRO Romania (in rumeno: PRO România) di Victor Ponta

## Fusioni
- 2003 - Partito Socialista del Lavoro (in rumeno: Partidul Socialist al Muncii, PSM) di Ion Sasu
- 2003 - Partito Socialista della Rinascita Nazionale (in rumeno: Partidul Socialist al Renașterii Naționale, PSRN) di Ion Radu

## Struttura
Nel corso degli anni lo statuto fu più volte sottoposto a revisione, con l'effetto di rimuovere o introdurre determinate figure come, ad esempio, quella del presidente esecutivo (inesistente nel periodo 2001-2003 e 2006-2013). Durante tali periodi il segretario generale assunse molti dei compiti assegnati al presidente esecutivo. Di seguito gli organi e le funzioni principali del partito previsti dallo statuto:

### Congresso
Il congresso (Congresul) è l'organo di potere principale, composto dai delegati eletti dalle conferenze locali di distretto e si riunisce ogni quattro anni, oppure in casi straordinari. Approva o modifica lo statuto e il programma politico, convalida le modalità di elezione del presidente del partito, convalida lo scrutinio interno per la scelta del candidato alla presidenza della repubblica, convalida il primo ministro proposto dal comitato esecutivo, elegge il presidente esecutivo e i vicepresidenti.

### Presidente
Il presidente (Președintele) rappresenta il partito nelle relazioni pubbliche, guida le attività generali del partito, del comitato esecutivo nazionale e dell'ufficio permanente nazionale, risponde al congresso dell'attività politica svolta. È eletto per un mandato di quattro anni da tutti i membri del PSD.

### Presidente onorario
Il presidente onorario (Președintele de Onoare) partecipa con diritto di voto ai lavori degli organi dirigenziali nazionali. È eletto dal congresso tra le personalità del partito su proposta del presidente per un mandato di quattro anni.

### Presidente esecutivo
Il presidente esecutivo (Președintele Executiv) svolge le attività delegate dal presidente, coordina le attività del partito a livello centrale, le comunicazioni con le organizzazioni distrettuali, con le istituzioni e le autorità pubbliche e con altri partiti ed organizzazioni. È eletto dal congresso per un mandato di quattro anni.

### Consiglio nazionale
Il consiglio nazionale (Consiliul Național, CN) è la piattaforma di analisi, dibattito ed elaborazione dei programmi politici ed è suddivisa in dipartimenti strutturati in base a specialità tecniche settoriali. È composto dai parlamentari, dai presidenti e vicepresidenti dei consigli di distretto, dai ministri, dai segretari di stato, dagli europarlamentari, dai sindaci dei centri con rango di municipio e città e da tre sindaci di centri con rango di comune per ogni distretto.
Il consiglio nazionale elegge il presidente del consiglio nazionale, che ha il compito di coordinare le attività dei dipartimenti, delle leghe e delle associazioni costituite in seno al partito a livello nazionale ed esegue eventuali compiti delegati dal presidente del partito.

### Comitato esecutivo nazionale
Il comitato esecutivo nazionale (Comitetul Executiv Național, CExN) è l'organo decisionale del PSD che coordina le attività del partito tra due congressi e si riunisce una volta al mese, oppure in casi straordinari. Prende decisioni sulle attività dei membri de governo, sui progetti politici, sulle strategie elettorali, sulle alleanze politiche, sul programma di governo, sulla struttura e i rappresentanti del partito nel governo, stabilisce sanzioni ed espulsioni verso i membri del partito, coordina le attività delle strutture interne, approva i regolamenti per la nomina del presidente del partito e per il candidato alla presidenza della repubblica, nomina il tesoriere su proposta del presidente del partito, designa l'eventuale presidente ad interim, elegge il segretario generale, i membri della commissione nazionale di etica, integrità e arbitraggio e della commissione nazionale di controllo finanziario interno su proposta dell'ufficio permanente nazionale. È composto dai membri dell'ufficio permanente nazionale con diritto di voto, dai capigruppo parlamentari, dal capogruppo del PSD al parlamento europeo, dai presidenti delle organizzazioni distrettuali, dai presidenti delle organizzazioni giovanile, femminile, dei pensionati, degli eletti locali, del PSD in diaspora, del PSD in Repubblica Moldova, del PES Activists.

### Ufficio permanente nazionale
L'ufficio permanente nazionale (Biroul Permanent Național, BPN) è l'organo decisionale tra le sedute del comitato esecutivo nazionale e si riunisce settimanalmente o su convocazione del presidente del partito. Organizza e conduce l'intera attività del partito, elabora progetti decisionali da sottoporre per dibattito ed approvazione al comitato esecutivo nazionale, propone al comitato esecutivo nazionale per approvazione i membri della commissione nazionale di etica, integrità e arbitraggio e della commissione nazionale di controllo finanziario interno, coordina le attività del partito a qualunque livello, amministra il patrimonio del partito, istituisce gruppi e commissioni di lavoro su temi specifici, propone ai gruppi parlamentari i candidati per la composizione dei membri dell'ufficio di presidenza delle due camere, stabilisce l'avvio di procedure per le mozioni di sfiducia al governo e per la sospensione del presidente della repubblica, decide la formazione di coalizioni politiche. È composto dal presidente, dal presidente esecutivo e dai vicepresidenti. Ai lavori dell'ufficio permanente partecipano con diritto di voto anche il primo ministro, i presidenti delle due camere (se membri del PSD), il presidente del consiglio nazionale, il segretario generale, i presidenti delle organizzazioni giovanile, femminile, dei pensionati, degli eletti locali, del PES Activists.

### Commissione nazionale di etica, integrità e arbitraggio
La commissione nazionale di etica, integrità e arbitraggio (Comisia Națională de Etică, Integritate și Arbitraj, CNEIA, in passato anche Commissione di disciplina e arbitraggio, Comisia Națională de Disciplină și Arbitraj, CNDA) sorveglia sulla corretta applicazione dello statuto e del codice di etica e condotta dei membri del PSD e comunica i risultati delle verifiche agli organi di direzione del partito per eventuali sanzioni. È composta da sette membri eletti dal comitato esecutivo nazionale su proposta dell'ufficio permanente per un mandato di quattro anni.

### Commissione nazionale di controllo finanziario interno
La commissione nazionale di controllo finanziario interno (Comisia Națională de Control Financiar Intern, CNCFI) è l'organo di verifica dell'intera attività finanziaria del partito. È composta da sette membri eletti dal comitato esecutivo nazionale su proposta dell'ufficio permanente per un mandato di quattro anni.

### Segretariato generale
Il segretariato generale (Secretariatul General) coordina l'organizzazione a livello centrale, assicura la comunicazione interna con le organizzazioni distrettuali, con il PSD diaspora e con il PSD Repubblica Moldova, nonché con le istituzioni, le autorità pubbliche e gli altri partiti. Coordina l'organizzazione di eventi a livello nazionale, del congresso e dei lavori del comitato esecutivo e dell'ufficio permanente. È composta dal segretario generale, da due segretari generali aggiunti e nove segretari regionali.

### Strutture interne
Lo statuto, inoltre, prevede le seguenti strutture interne in base alla categoria sociale o professionale:
- Organizzazione giovanile (Tineretul Social Democrat, TSD)
- Organizzazione femminile (Organizația Femeilor Social Democrate, OFSD)
- Organizzazione dei pensionati (Organizația Pensionarilor Social-Democrați, OPSD)
- Lega degli eletti a livello locale (Liga Aleșilor Locali, LAL)
- Organizzazione dei membri della Repubblica Moldova (Organizația membrilor PSD din Republica Moldova)
- Organizzazione della diaspora (Organizația PSD Diaspora)
- PES Activists

## Gruppo dirigente

### Presidente
| Presidente                   | Periodo                           |
| ---------------------------- | --------------------------------- |
| Adrian Năstase               | 16 giugno 2001 - 21 aprile 2005   |
| Mircea Geoană                | 21 aprile 2005 - 20 febbraio 2010 |
| Victor Ponta                 | 20 febbraio 2010 - 12 luglio 2015 |
| Rovana Plumb (ad interim)    | 12 luglio 2015 - 22 luglio 2015   |
| Liviu Dragnea                | 22 luglio 2015 - 27 maggio 2019   |
| Viorica Dăncilă              | 27 maggio 2019 - 26 novembre 2019 |
| Marcel Ciolacu               | 26 novembre 2019 - 20 maggio 2025 |
| Sorin Grindeanu (ad interim) | 20 maggio 2025 - in carica        |

### Presidente onorario
| Presidente onorario | Periodo                 |
| ------------------- | ----------------------- |
| Ion Iliescu         | 10 dicembre 2006 - 2020 |

### Presidente esecutivo
| Presidente esecutivo            | Periodo                            |
| ------------------------------- | ---------------------------------- |
| Octav Cozmâncă                  | 28 giugno 2003 - 21 aprile 2005    |
| Adrian Năstase                  | 21 aprile 2005 - 17 gennaio 2006   |
| Dan Mircea Popescu (ad interim) | 17 gennaio 2006 - 10 dicembre 2006 |
| Liviu Dragnea                   | 20 aprile 2013 - 15 maggio 2015    |
| Valeriu Zgonea                  | 18 ottobre 2015 - 22 aprile 2016   |
| Niculae Bădălău                 | 28 dicembre 2016 - 10 marzo 2018   |
| Viorica Dăncilă                 | 10 marzo 2018 - 27 maggio 2019     |
| Paul Stănescu (ad interim)      | 28 maggio 2019 - 7 giugno 2019     |
| Eugen Teodorovici               | 29 giugno 2019 - 26 novembre 2019  |

### Primo vicepresidente
| Presidente esecutivo | Periodo                         |
| -------------------- | ------------------------------- |
| Gabriela Firea       | 22 agosto 2020 - 24 agosto 2024 |
| Sorin Grindeanu      | 22 agosto 2020 - in carica      |
| Daniel Băluță        | 24 agosto 2024 - in carica      |

### Segretario generale
| Segretario generale        | Periodo                           |
| -------------------------- | --------------------------------- |
| Cozmin Gușă                | 16 giugno 2001 - 15 giugno 2003   |
| Dan Matei Agathon          | 9 luglio 2003 - 21 aprile 2005    |
| Miron Mitrea               | 21 aprile 2005 - 10 dicembre 2006 |
| Titus Corlățean            | 10 dicembre 2006 - 2 ottobre 2009 |
| Liviu Dragnea              | 2 ottobre 2009 - 20 aprile 2013   |
| Andrei Dolineaschi         | 29 aprile 2013 - 18 ottobre 2015  |
| Marian Neacșu              | 18 ottobre 2015 - 5 novembre 2018 |
| Codrin Ștefănescu          | 19 novembre 2018 - 28 maggio 2019 |
| Rodica Nassar (ad interim) | 28 maggio 2019 - 29 giugno 2019   |
| Mihai Fifor                | 29 giugno 2019 - 26 novembre 2019 |
| Paul Stănescu              | 26 novembre 2019 - in carica      |

### Presidente del consiglio nazionale
| Presidente del consiglio nazionale | Periodo                            |
| ---------------------------------- | ---------------------------------- |
| Alexandru Athanasiu                | 16 giugno 2001 - 13 maggio 2005    |
| Dan Mircea Popescu                 | 13 maggio 2005 - 22 febbraio 2008  |
| Adrian Năstase                     | 22 febbraio 2008 - 20 giugno 2012  |
| Rovana Plumb                       | 20 marzo 2015 - 9 febbraio 2016    |
| Mihai Fifor                        | 9 febbraio 2016 - 10 marzo 2018    |
| Niculae Bădălău                    | 10 marzo 2018 - 19 novembre 2018   |
| Mihai Fifor                        | 19 novembre 2018 - 29 giugno 2019  |
| Ionuț Vulpescu (ad interim)        | 18 settembre 2019 - 30 luglio 2020 |
| Vasile Dîncu                       | 30 luglio 2020 - 24 agosto 2024    |
| Mihai Tudose                       | 24 agosto 2024 - in carica         |

### Presidenti dei gruppi parlamentari

#### Camera dei deputati
| Legisl. | Capogruppo                | Periodo                        |
| ------- | ------------------------- | ------------------------------ |
| IV      | Viorel Hrebenciuc         | Dicembre 2000 - Novembre 2004  |
| V       | Miron Mitrea              | Novembre 2004 - Maggio 2005    |
| V       | Viorel Hrebenciuc         | Maggio 2005 - Dicembre 2008    |
| VI      | Viorel Hrebenciuc         | Dicembre 2008 - Settembre 2010 |
| VI      | Mircea Dușa               | Settembre 2010 - Maggio 2012   |
| VI      | Valeriu Zgonea            | Maggio 2012 - Settembre 2012   |
| VI      | Marian Neacșu             | Settembre 2012 - Dicembre 2012 |
| VII     | Marian Neacșu             | Dicembre 2012 - Febbraio 2016  |
| VII     | Florin Pâslaru            | Febbraio 2016 - Dicembre 2016  |
| VIII    | Eugen Nicolicea           | Dicembre 2016 - Febbraio 2017  |
| VIII    | Marcel Ciolacu            | Febbraio 2017 - Giugno 2017    |
| VIII    | Ioan Munteanu             | Giugno 2017 - Gennaio 2018     |
| VIII    | Daniel Suciu              | Gennaio 2018 - Febbraio 2018   |
| VIII    | Alfred Simonis            | Febbraio 2018 - Dicembre 2020  |
| IX      | Alfred Simonis            | Dicembre 2020 - Giugno 2023    |
| IX      | Ciprian Constantin Șerban | Giugno 2023 - Dicembre 2024    |
| X       | Ștefan Ovidiu Popa        | Dicembre 2024 - in carica      |

#### Senato
| Legisl. | Capogruppo            | Periodo                        |
| ------- | --------------------- | ------------------------------ |
| IV      | Ion Solcanu           | Dicembre 2000 - Novembre 2004  |
| V       | Ion Iliescu           | Novembre 2004 - Dicembre 2008  |
| VI      | Ion Toma              | Dicembre 2008 - Settembre 2010 |
| VI      | Ilie Sârbu            | Settembre 2010 - Dicembre 2012 |
| VII     | Ilie Sârbu            | Dicembre 2012 - Ottobre 2015   |
| VII     | Mihai Fifor           | Ottobre 2015 - Dicembre 2016   |
| VIII    | Șerban Nicolae        | Dicembre 2016 - Maggio 2017    |
| VIII    | Mihai Fifor           | Maggio 2017 - Settembre 2017   |
| VIII    | Șerban Nicolae        | Settembre 2017 - Agosto 2019   |
| VIII    | Radu Cosmin Preda     | Settembre 2019 - Ottobre 2020  |
| VIII    | Ștefan Radu Oprea     | Ottobre 2020 - Dicembre 2020   |
| IX      | Lucian Romașcanu      | Dicembre 2020 - Novembre 2021  |
| IX      | Ștefan Radu Oprea     | Novembre 2021 - Giugno 2023    |
| IX      | Lucian Romașcanu      | Giugno 2023 - Ottobre 2024     |
| IX      | Florian Daniel Bodog  | Ottobre 2024 - Dicembre 2024   |
| X       | Daniel Cătălin Zamfir | Dicembre 2024 - in carica      |

### Presidenti organizzazione giovanile
- Victor Ponta (2002–2006)
- Nicolae Bănicioiu (2006–2013)
- Mihai Sturzu (2013–2015)
- Gabriel Petrea (2015–2019)
- Alfred Simonis, (2019–2022, ad interim)
- Mihai Ghigiu (dal 2022)

### Presidenti organizzazione femminile
- Rovana Plumb (2005–2015)
- Viorica Dăncilă (2015–2018)
- Rovana Plumb (2018–2019, ad interim)
- Viorica Dăncilă (2019–2020)
- Doina Federovici (dal 2020)

## Nelle istituzioni

### Presidenti della Repubblica
- Ion Iliescu (2001–2004)
- Nicolae Văcăroiu (2007, ad interim)

### Primi ministri
- Adrian Năstase (2001–2004)
- Eugen Bejinariu (2004, ad interim)
- Victor Ponta (2012–2015)
- Sorin Grindeanu (2017)
- Mihai Tudose (2017–2018)
- Mihai Fifor (2018, ad interim)
- Viorica Dăncilă (2018–2019)
- Marcel Ciolacu (2023-2025)

### Presidenti del Senato
- Nicolae Văcăroiu (2001–2008)
- Ilie Sârbu (2008)
- Mircea Geoană (2008–2011)

### Presidenti della Camera
- Valer Dorneanu (2001–2004)
- Adrian Năstase (2004–2006)
- Valeriu Zgonea (2012–2016)
- Florin Iordache (2016)
- Liviu Dragnea (2016–2019)
- Carmen Mihălcescu (2019, ad interim)
- Marcel Ciolacu (2019–2020, 2021–2023)
- Sorin Grindeanu (2021,  ad interim; dal 2025)
- Alfred Simonis (2023–2024, ad interim)
- Daniel Suciu (2024)
- Ciprian Constantin Șerban (2024–2025)

### Governi
- Governo Năstase (2001–2004)
- Governo Boc I (2008–2009)
- Governo Ponta I (2012)
- Governo Ponta II (2012–2014)
- Governo Ponta III (2014)
- Governo Ponta IV (2014–2015)
- Governo Grindeanu (2017)
- Governo Tudose (2017–2018)
- Governo Dăncilă (2018–2019)
- Governo Ciucă (2021–2023)
- Governo Ciolacu I (2023–2024)
- Governo Ciolacu II (2024-2025)
- Governo Bolojan (dal 2025)

### Collocazione parlamentare
- Maggioranza (2001–2004)

Governo Năstase
- Opposizione (2004–2008)

Governo Tăriceanu I, Governo Tăriceanu II
- Maggioranza (2008–2009)

Governo Boc I
- Opposizione (2009–2012)

Governo Boc II, Governo Ungureanu
- Maggioranza (2012–2015)

Governo Ponta I, Governo Ponta II, Governo Ponta III, Governo Ponta IV
- Opposizione (2015–2017)

Governo Cioloș
- Maggioranza (2017–2019)

Governo Grindeanu, Governo Tudose, Governo Dăncilă
- Opposizione (2019–2021)

Governo Orban I, Governo Orban II, Governo Cîțu
- Maggioranza (dal 2021)

Governo Ciucă, Governo Ciolacu I, Governo Ciolacu II, Governo Bolojan

## Congressi

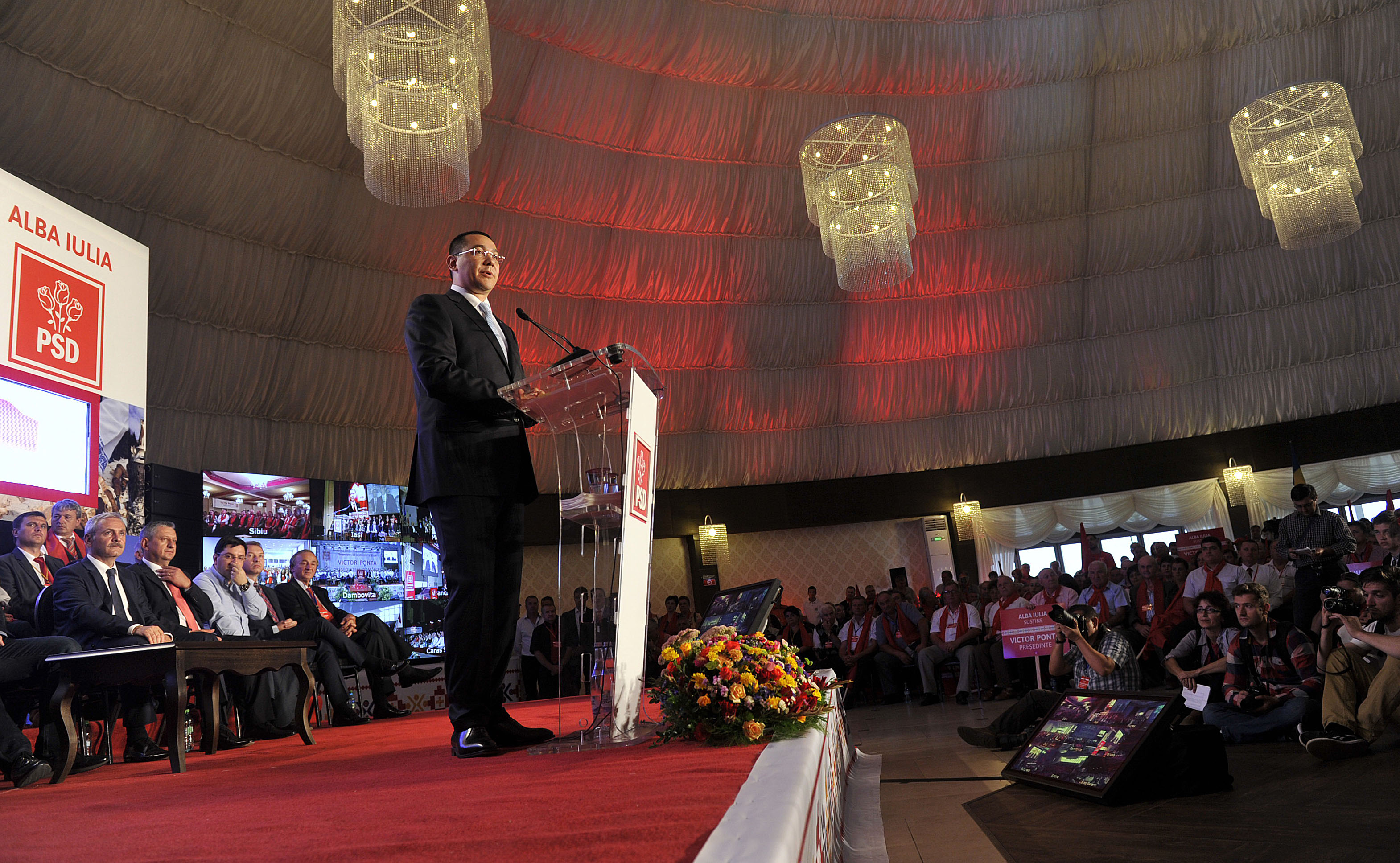
Il congresso nazionale del PSD di Alba Iulia del 12 settembre 2014.

- 16 giugno 2001
- 27 agosto 2004
- 9 settembre 2004
- 21 aprile 2005
- 10 dicembre 2006
- 27 settembre 2008
- 2 ottobre 2009
- 20-21 febbraio 2010
- 16 ottobre 2010
- 7 aprile 2012
- 19-20 aprile 2013
- 12 settembre 2014
- 18 ottobre 2015
- 10 marzo 2018
- 29 giugno 2019
- 24 agosto 2019
- 22 agosto 2020
- 24 agosto 2024

## Risultati elettorali
| Elezione          | Elezione     | Voti      | %      | Seggi     |
| ----------------- | ------------ | --------- | ------ | --------- |
| Parlamentari 2004 | Camera       | 3.730.352 | 36,80  | 113 / 332 |
| Parlamentari 2004 | Senato       | 3.798.607 | 37,20  | 46 / 137  |
| Europee 2007      | Europee 2007 | 1.184.018 | 23,11  | 10 / 35   |
| Parlamentari 2008 | Camera       | 2.279.449 | 33,09  | 110 / 334 |
| Parlamentari 2008 | Senato       | 2.352.968 | 34,16  | 48 / 137  |
| Europee 2009      | Europee 2009 | 1.504.218 | 31,07  | 10 / 33   |
| Parlamentari 2012 | Camera       | 4.327.475 | 58,61  | 150 / 412 |
| Parlamentari 2012 | Senato       | 4.439.884 | 60,07  | 59 / 176  |
| Europee 2014      | Europee 2014 | 2.093.237 | 37,60  | 12 / 32   |
| Parlamentari 2016 | Camera       | 3.204.864 | 44,14  | 154 / 329 |
| Parlamentari 2016 | Senato       | 3.221.786 | 45,68  | 67 / 136  |
| Europee 2019      | Europee 2019 | 2.040.765 | 22,50  | 8 / 32    |
| Parlamentari 2020 | Camera       | 1.705.786 | 28,90  | 110 / 329 |
| Parlamentari 2020 | Senato       | 1.732.289 | 29,32  | 47 / 136  |
| Europee 2024      | Europee 2024 | 4.341.686 | 48,55  | 11 / 33   |
| Parlamentari 2024 | Camera       | 2 030 144 | 21,96  | 86 / 331  |
| Parlamentari 2024 | Senato       | 2 065 087 | 22,30% | 36 / 136  |
| 1. 2. 3. 4. 5. 6. |              |           |        |           |

| Elezione                       | Elezione | Candidato       | Voti      | %     | Esito                |
| ------------------------------ | -------- | --------------- | --------- | ----- | -------------------- |
| Presidenziali 2004             | I turno  | Adrian Năstase  | 4.278.864 | 40,90 | ❌ Non eletta/o (2º) |
| Presidenziali 2004             | II turno | Adrian Năstase  | 4.881.520 | 48,80 | ❌ Non eletta/o (2º) |
| Presidenziali 2009             | I turno  | Mircea Geoană   | 3.027.838 | 31,15 | ❌ Non eletta/o (2º) |
| Presidenziali 2009             | II turno | Mircea Geoană   | 5.205.760 | 49,67 | ❌ Non eletta/o (2º) |
| Presidenziali 2014             | I turno  | Victor Ponta    | 3.836.093 | 40,44 | ❌ Non eletta/o (2º) |
| Presidenziali 2014             | II turno | Victor Ponta    | 5.211.097 | 45,49 | ❌ Non eletta/o (2º) |
| Presidenziali 2019             | I turno  | Viorica Dăncilă | 2.051.725 | 22,26 | ❌ Non eletta/o (2º) |
| Presidenziali 2019             | II turno | Viorica Dăncilă | 3.339.922 | 33,91 | ❌ Non eletta/o (2º) |
| Presidenziali 2024 (annullate) | I turno  | Marcel Ciolacu  | 1.769.760 | 19,15 | ❌ Non eletta/o (3º) |
| Presidenziali 2025             | I turno  | Crin Antonescu  | 1.892.930 | 20,07 | ❌ Non eletta/o (3º) |